# زاگرب
زاگرب (Zagreb) پایتخت و بزرگ‌ترین شهر کرواسی است. این شهر در شمال غربی کرواسی در امتداد رود ساوا در دامنه‌های جنوبی کوه مدودنیتسا واقع شده‌است. زاگرب در ارتفاع تقریبی ۱۲۲ متر (۴۰۰ فوت) بالای سطح دریا قرار دارد.

## جغرافیا
این شهر مرکز فرهنگی، علمی، اقتصادی و حکومتی جمهوری کرواسی است.
جمعیت آن قریب ۸۰۰ هزار نفر است و بین دامنه‌های جنوبی کوه مدودنیکا و کرانه‌های شمالی و جنوبی رودخانه‌های ساوا بنا شده و حدود ۱۲۲ متر از سطح دریاهای آزاد ارتفاع دارد.

## نگارخانه

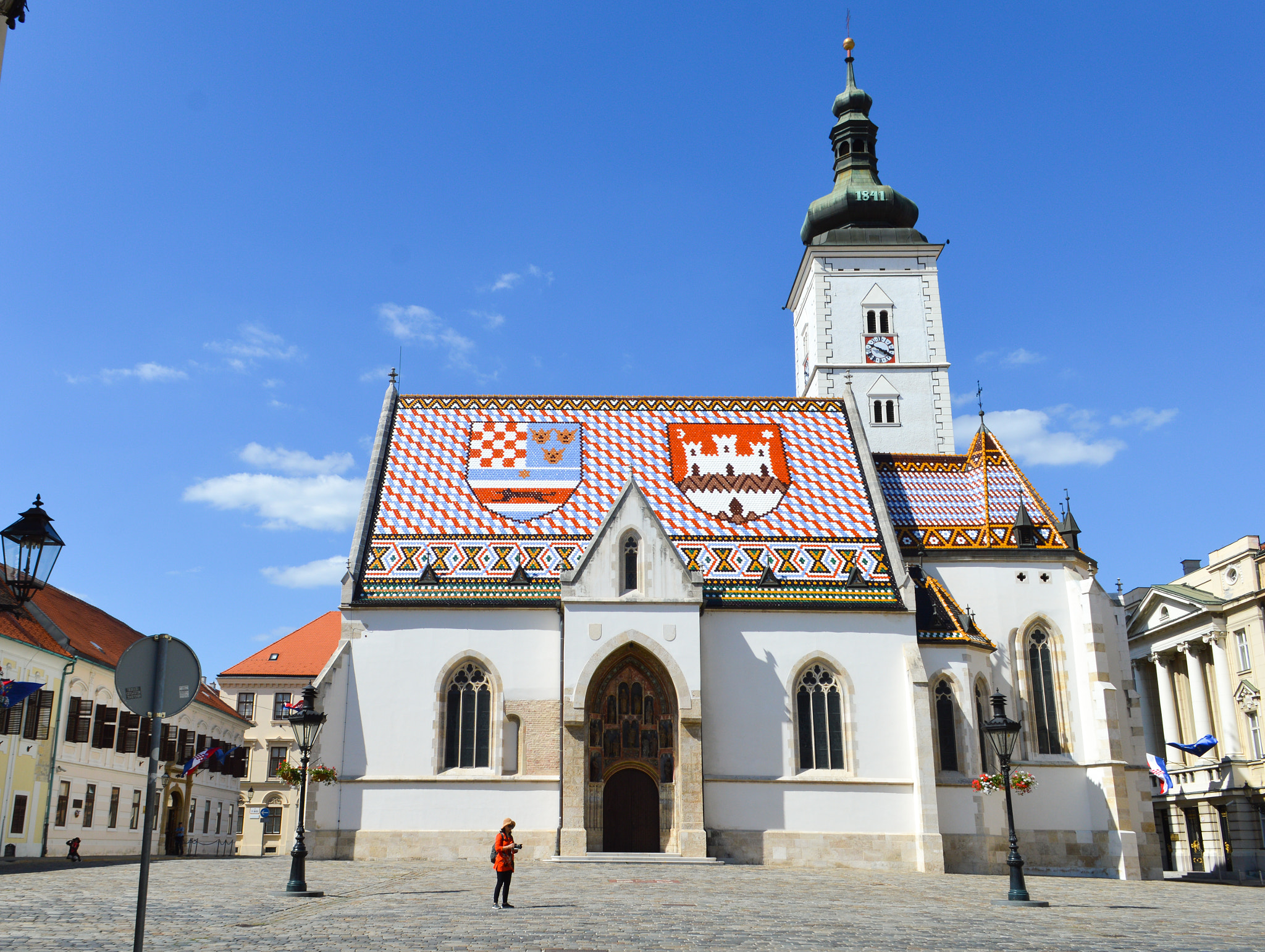
کلیسای میهن‌پرست
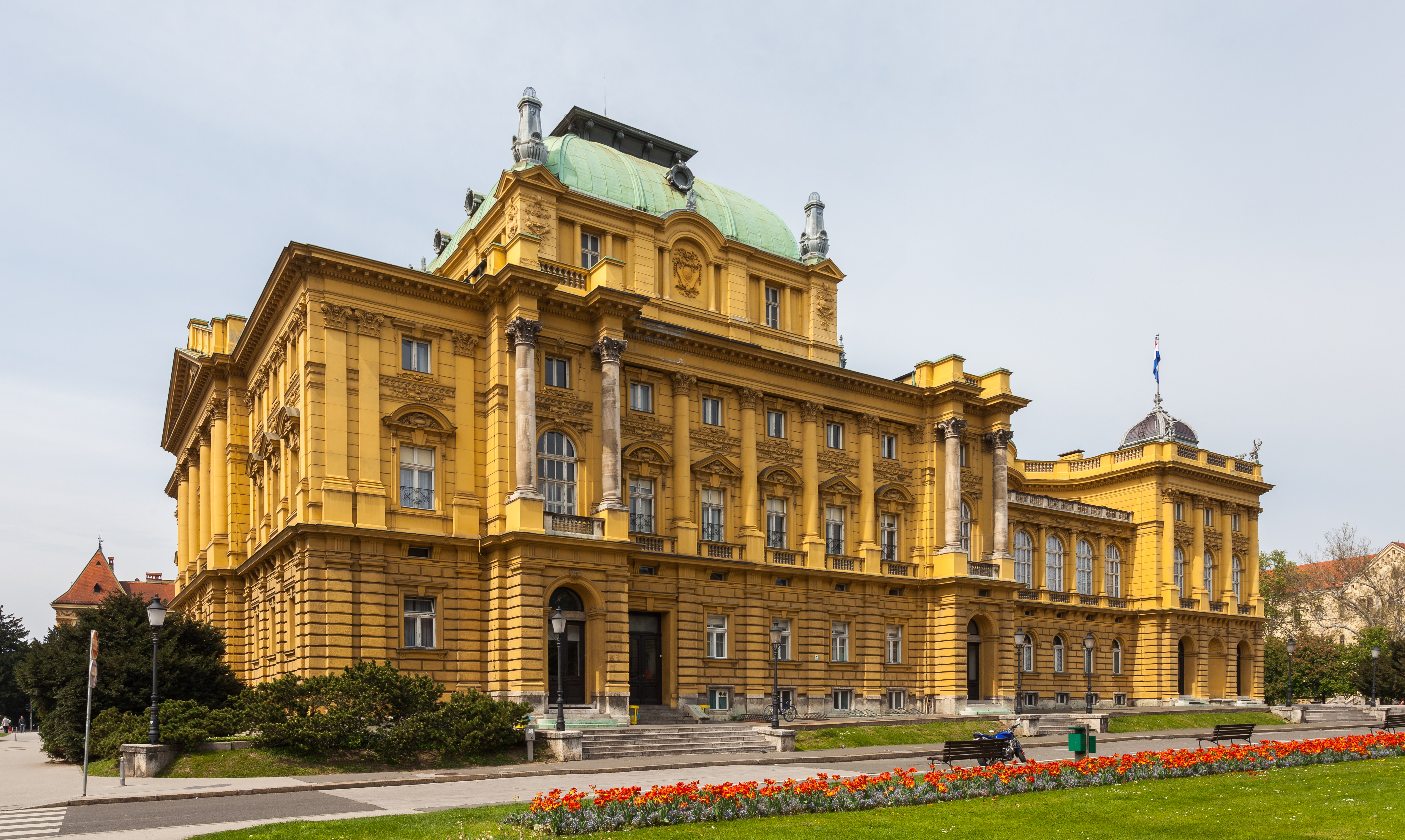
تئاتر ملی
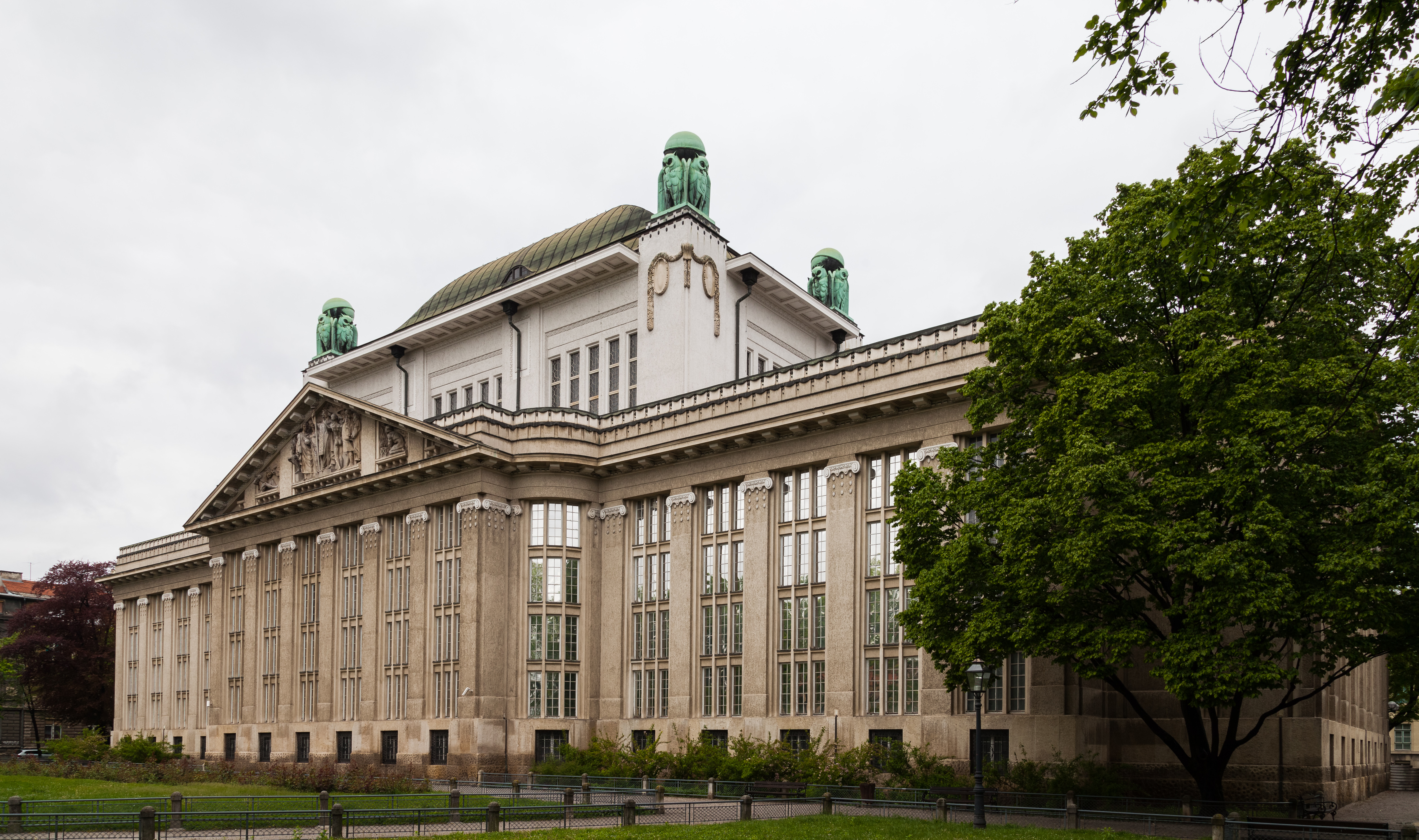
آرشیو ملی
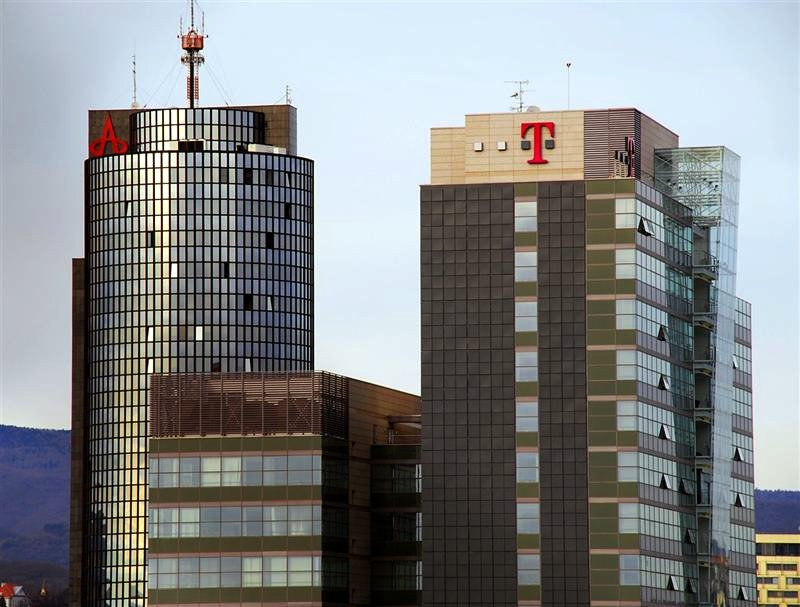
مرکز تجارت جهانی
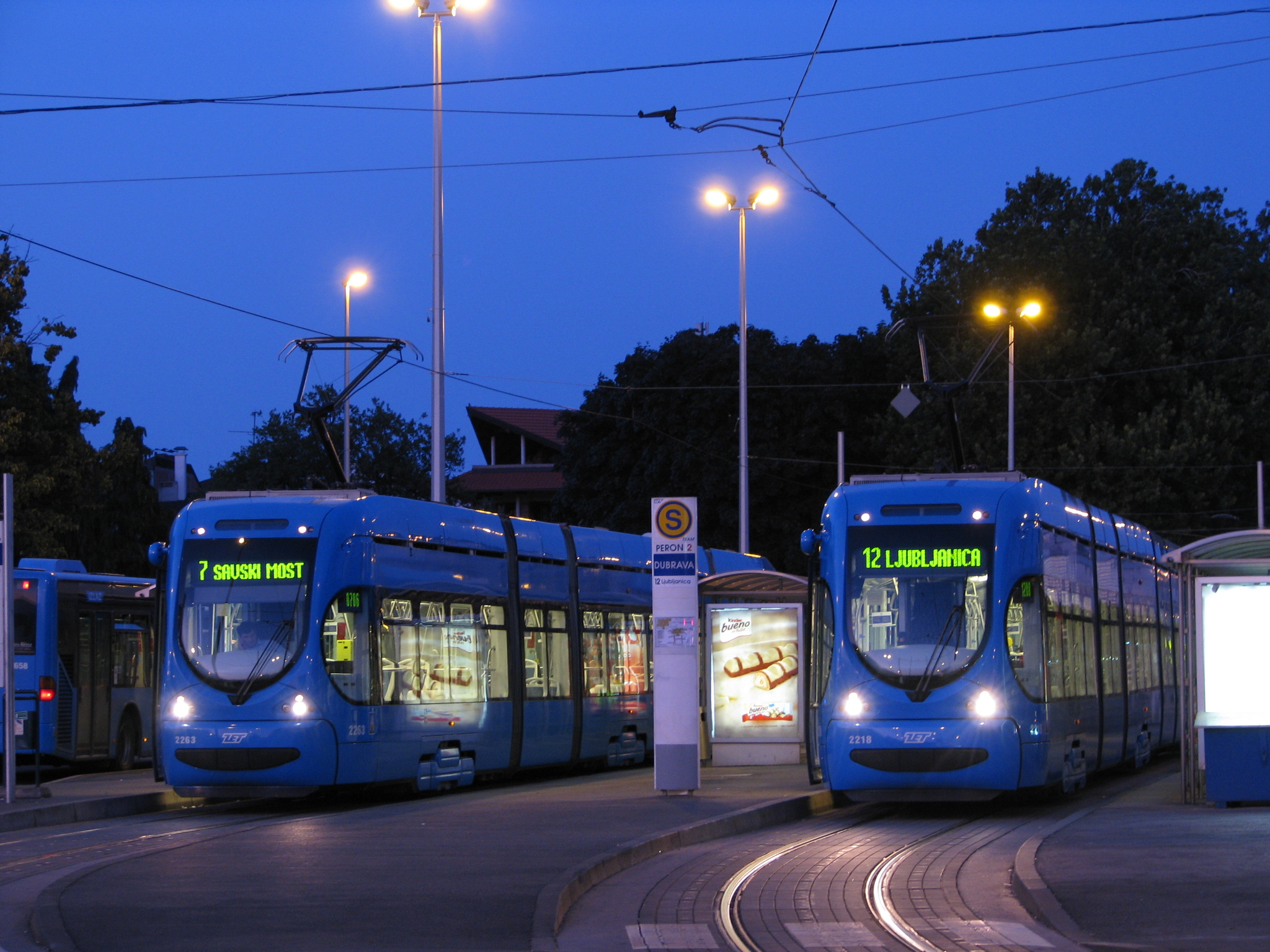
اتوبوسهای برقی zte زاگرب
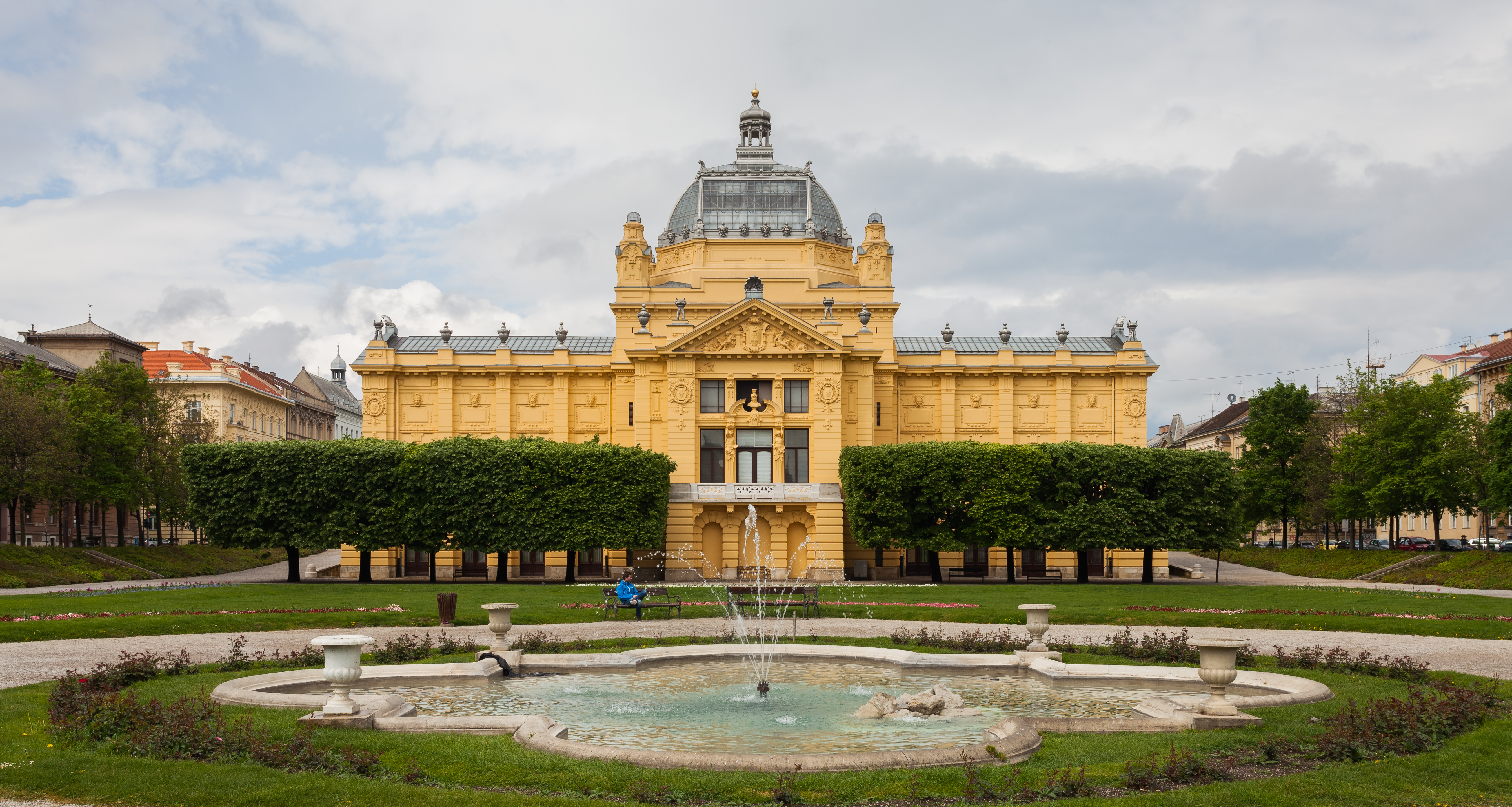
موزه هنر
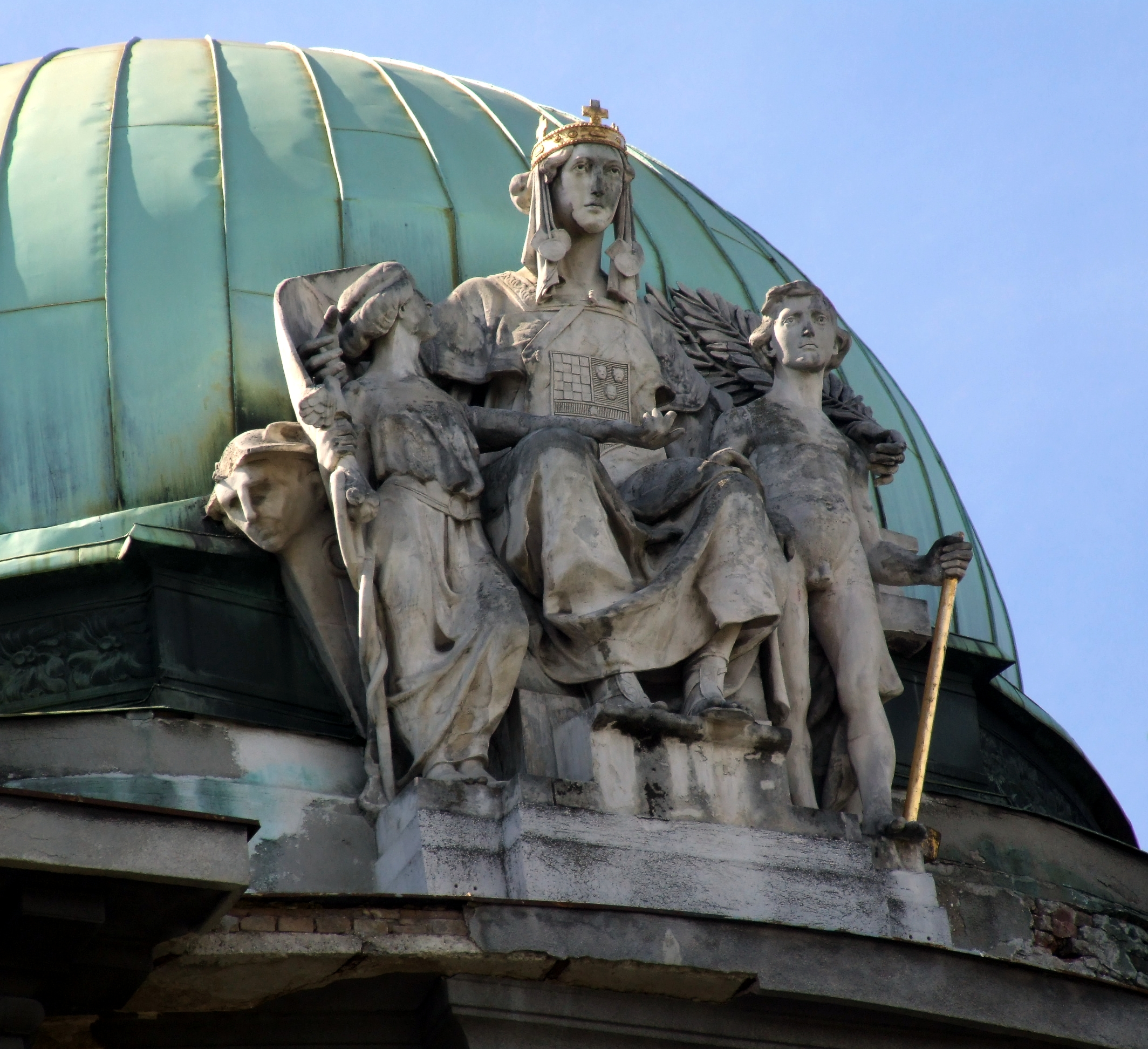
نماد پادشاهی باستانی
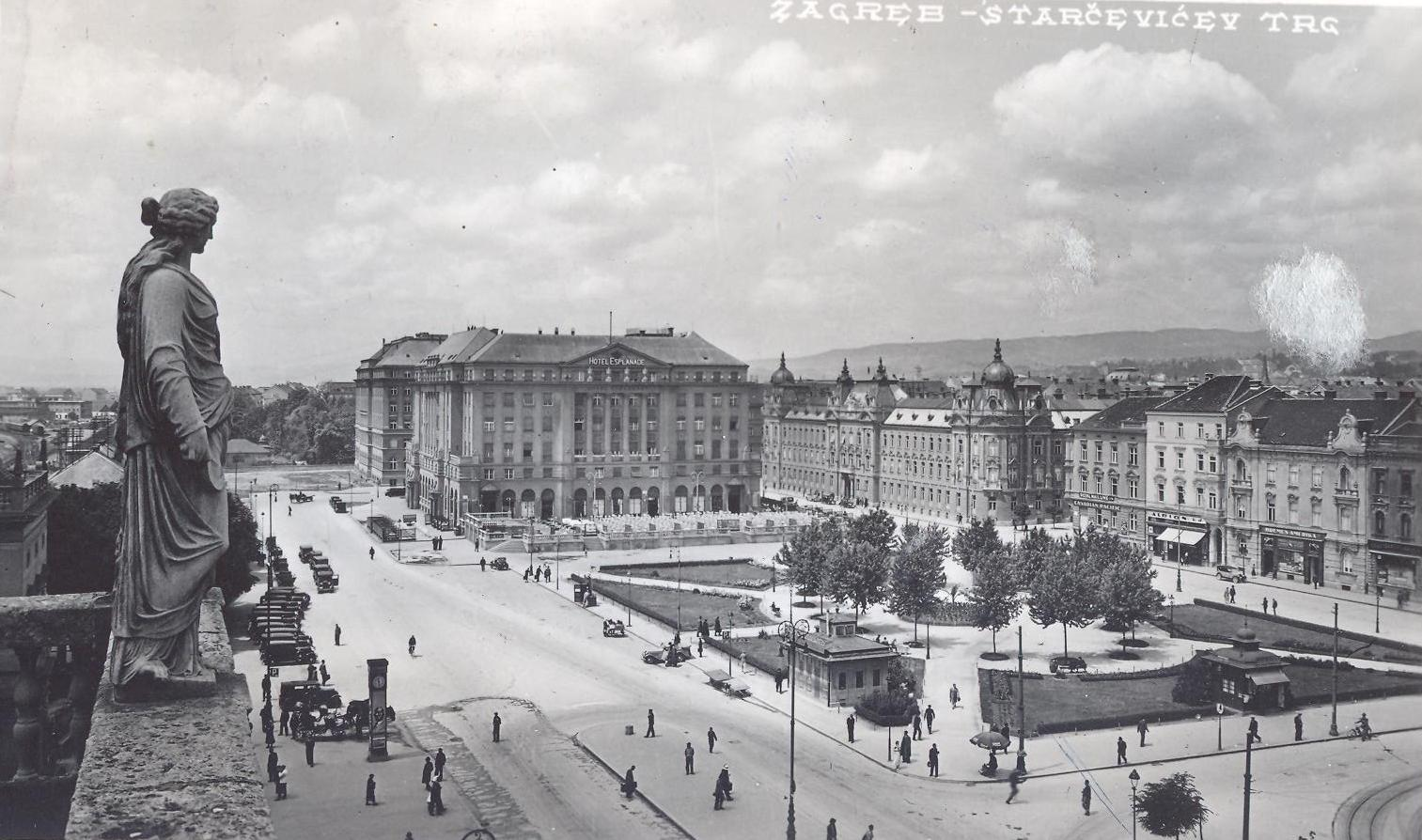
عکس سال ۱۹۳۱ میلادی
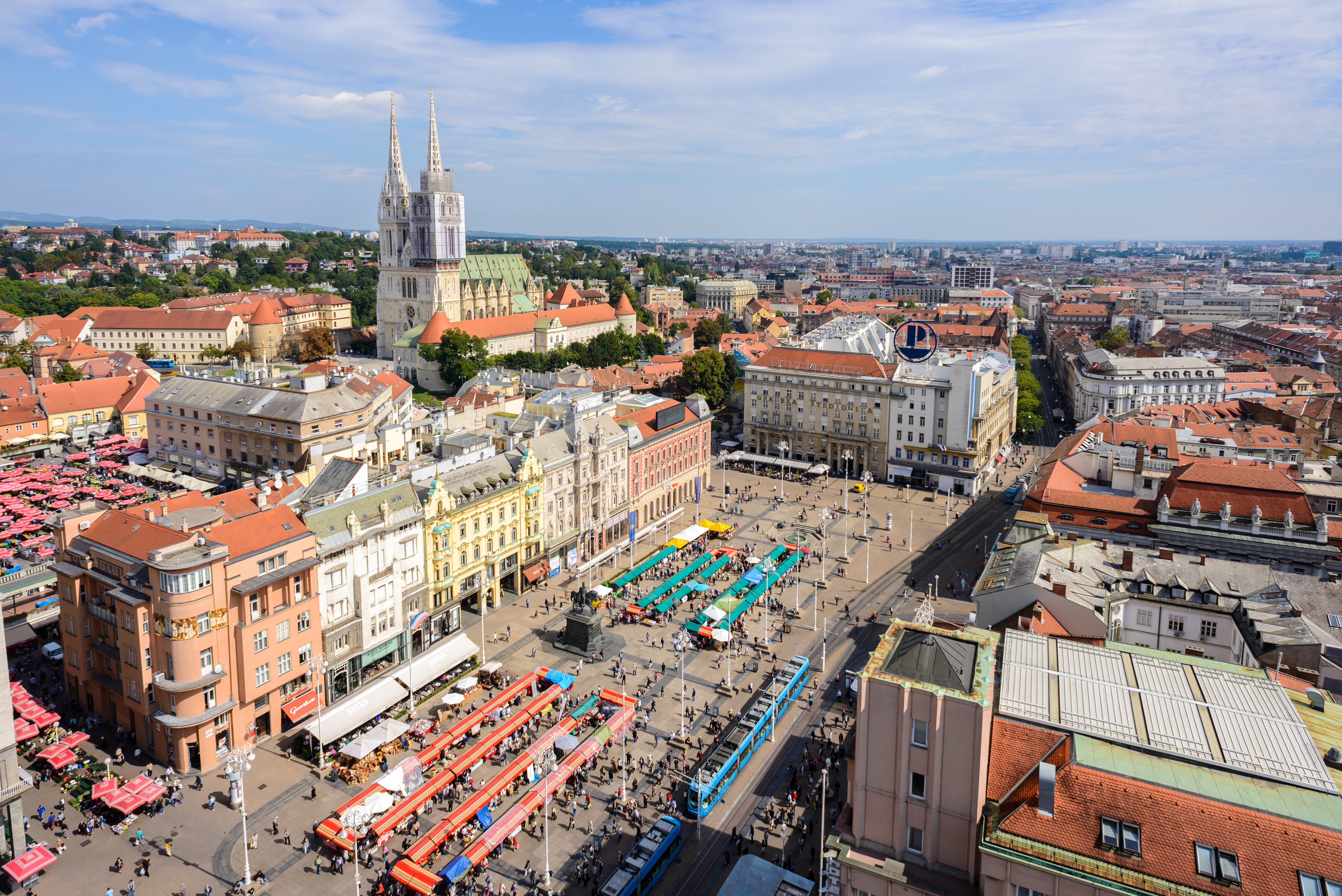
نما از بالا
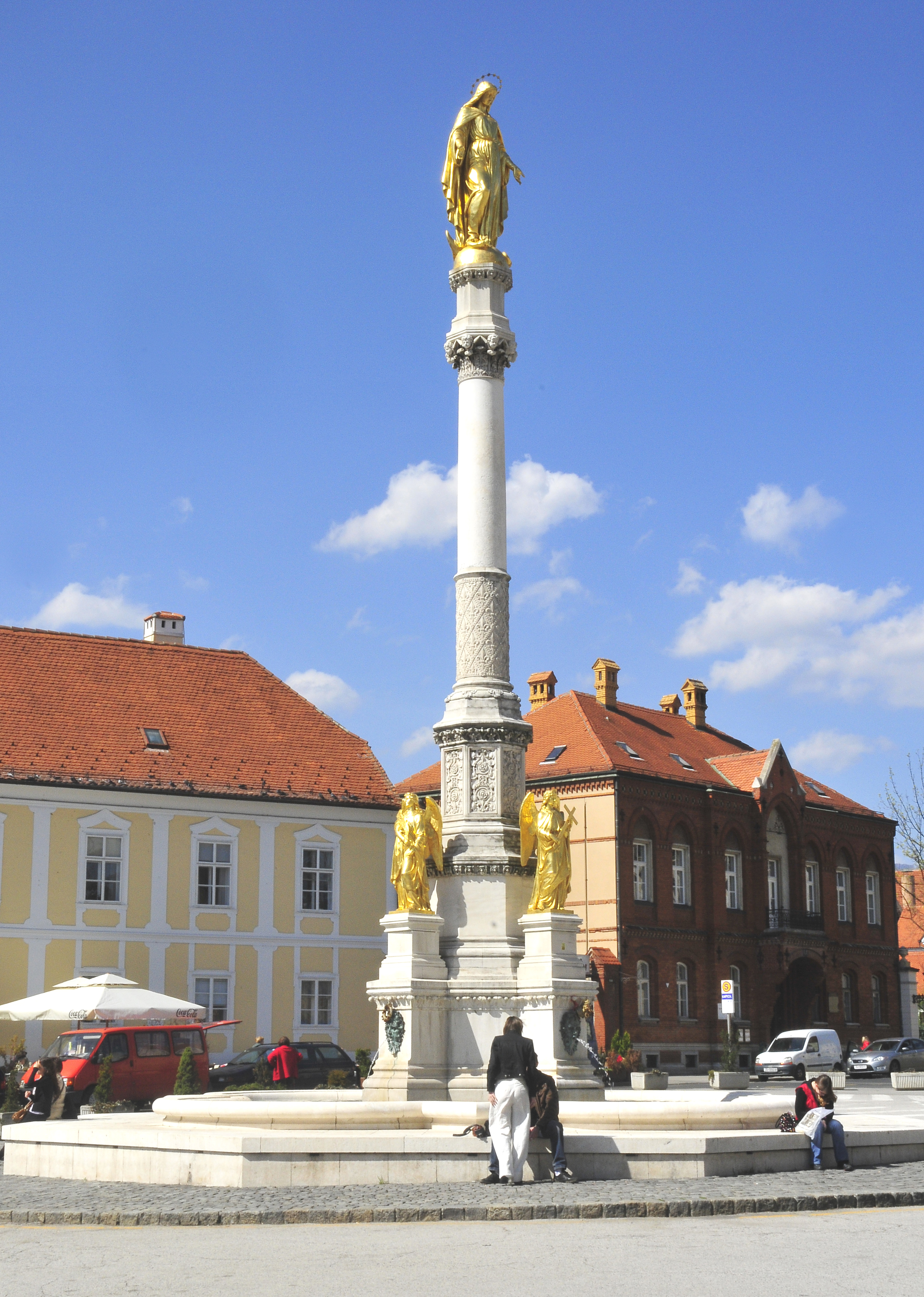
میدان
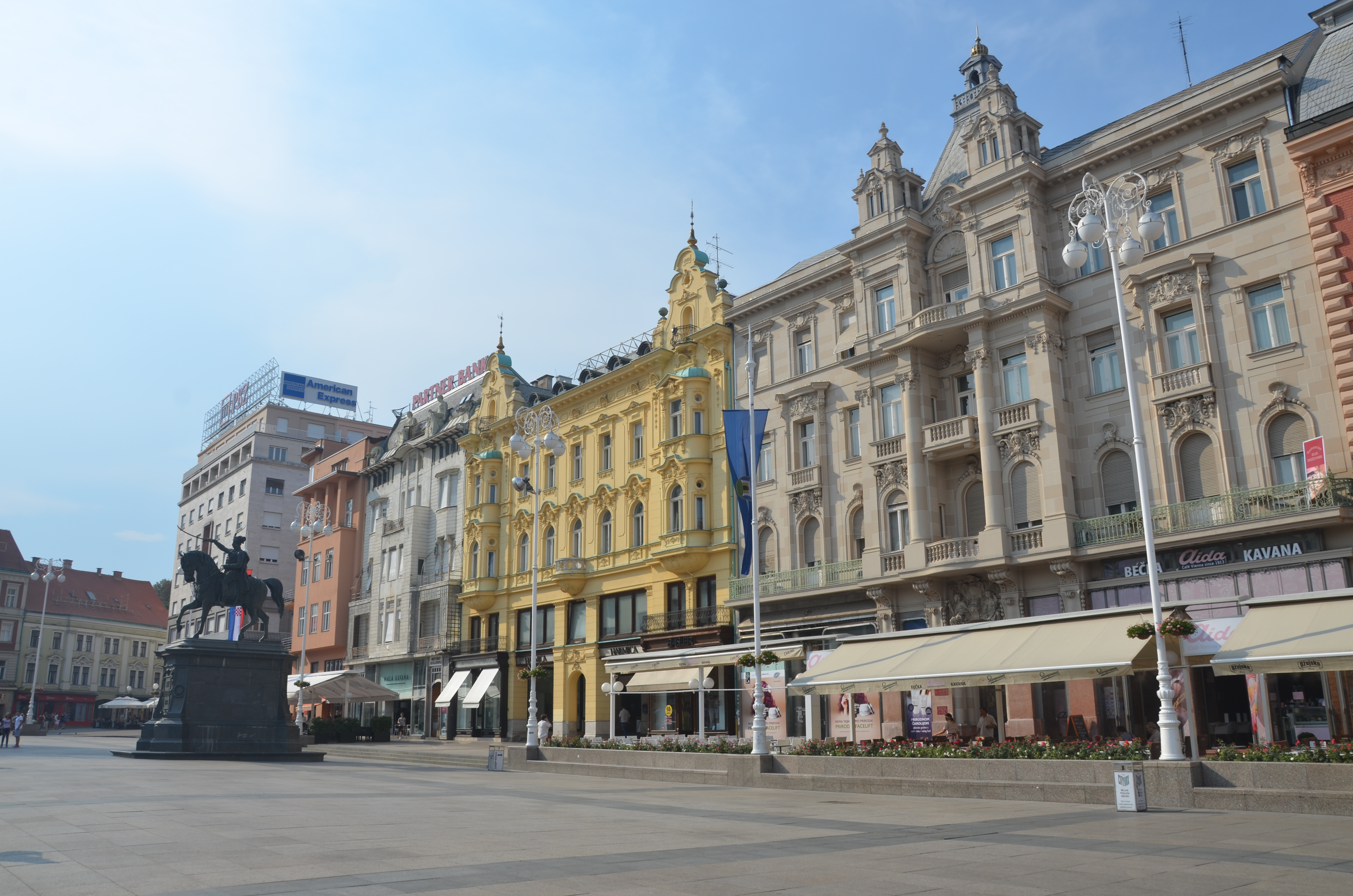
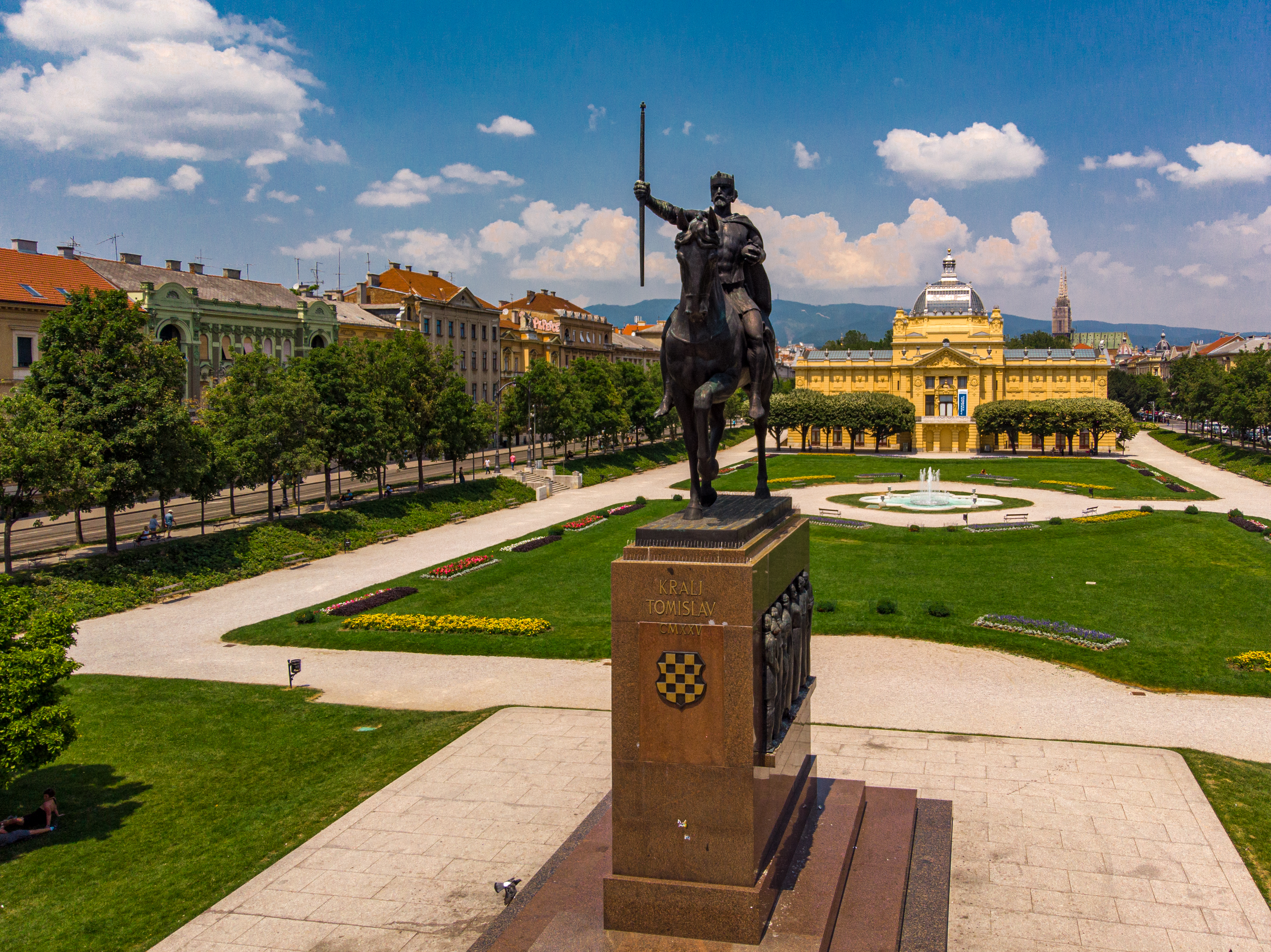
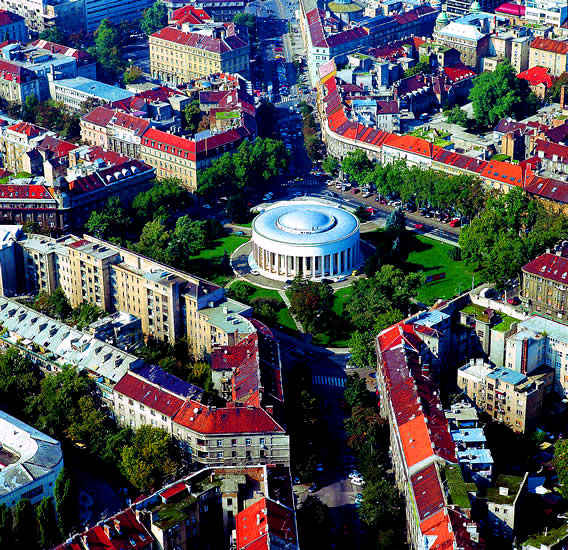
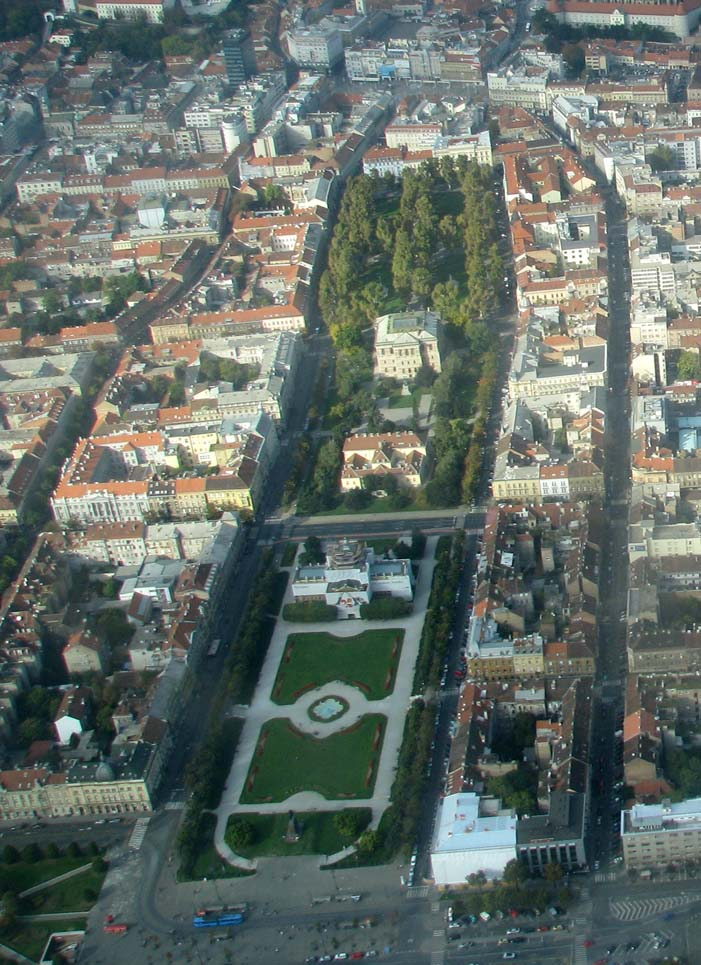
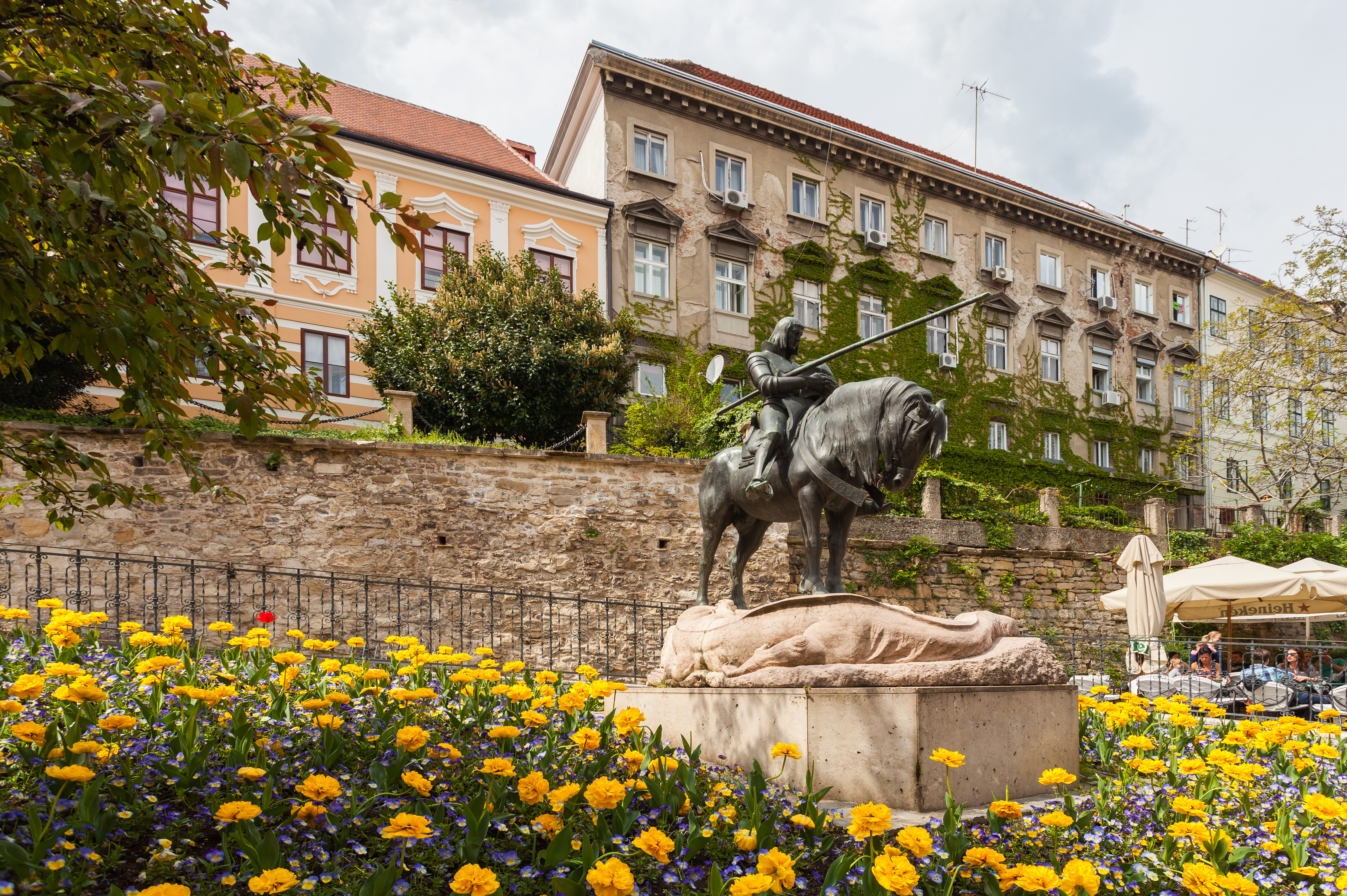
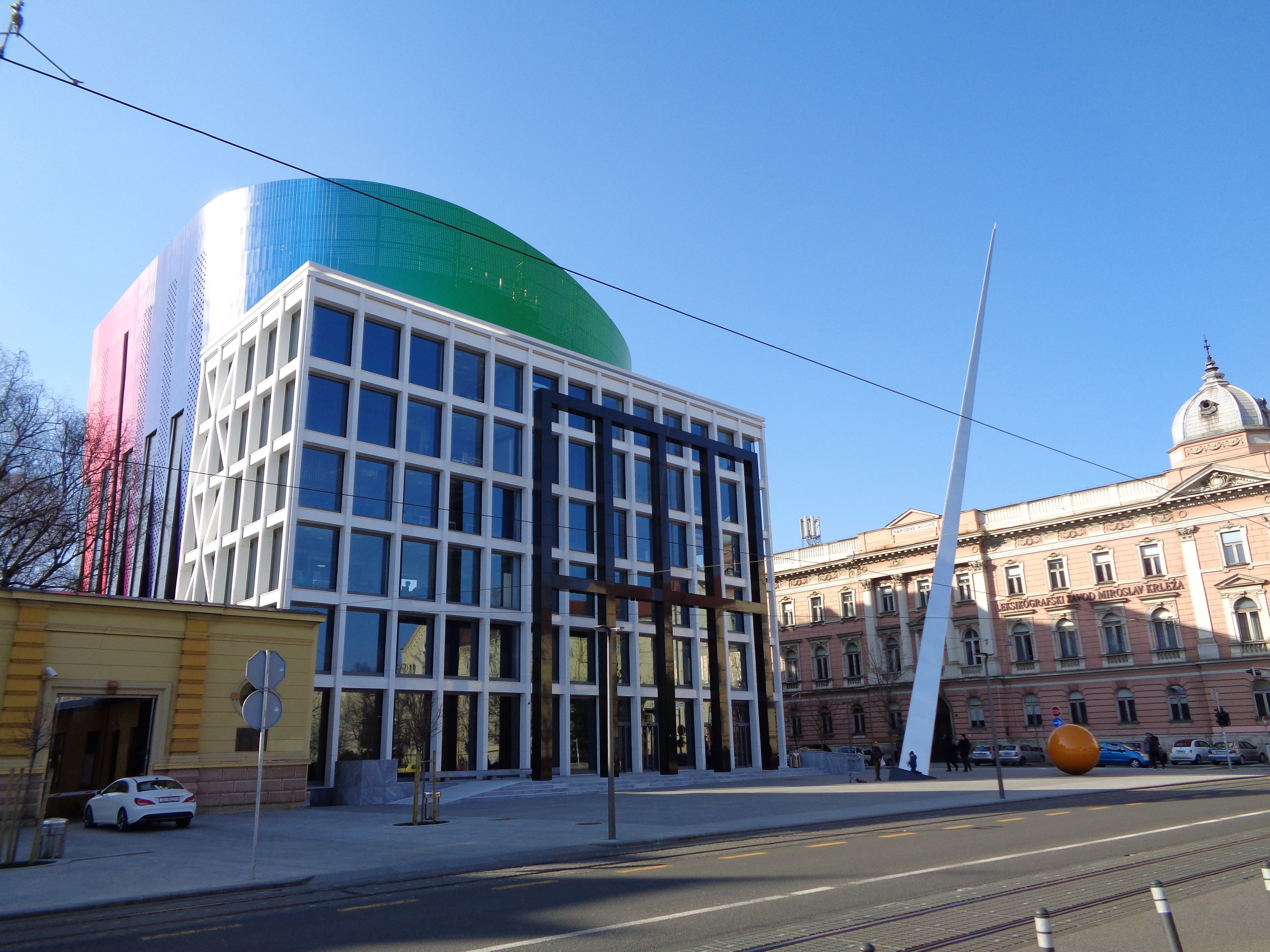
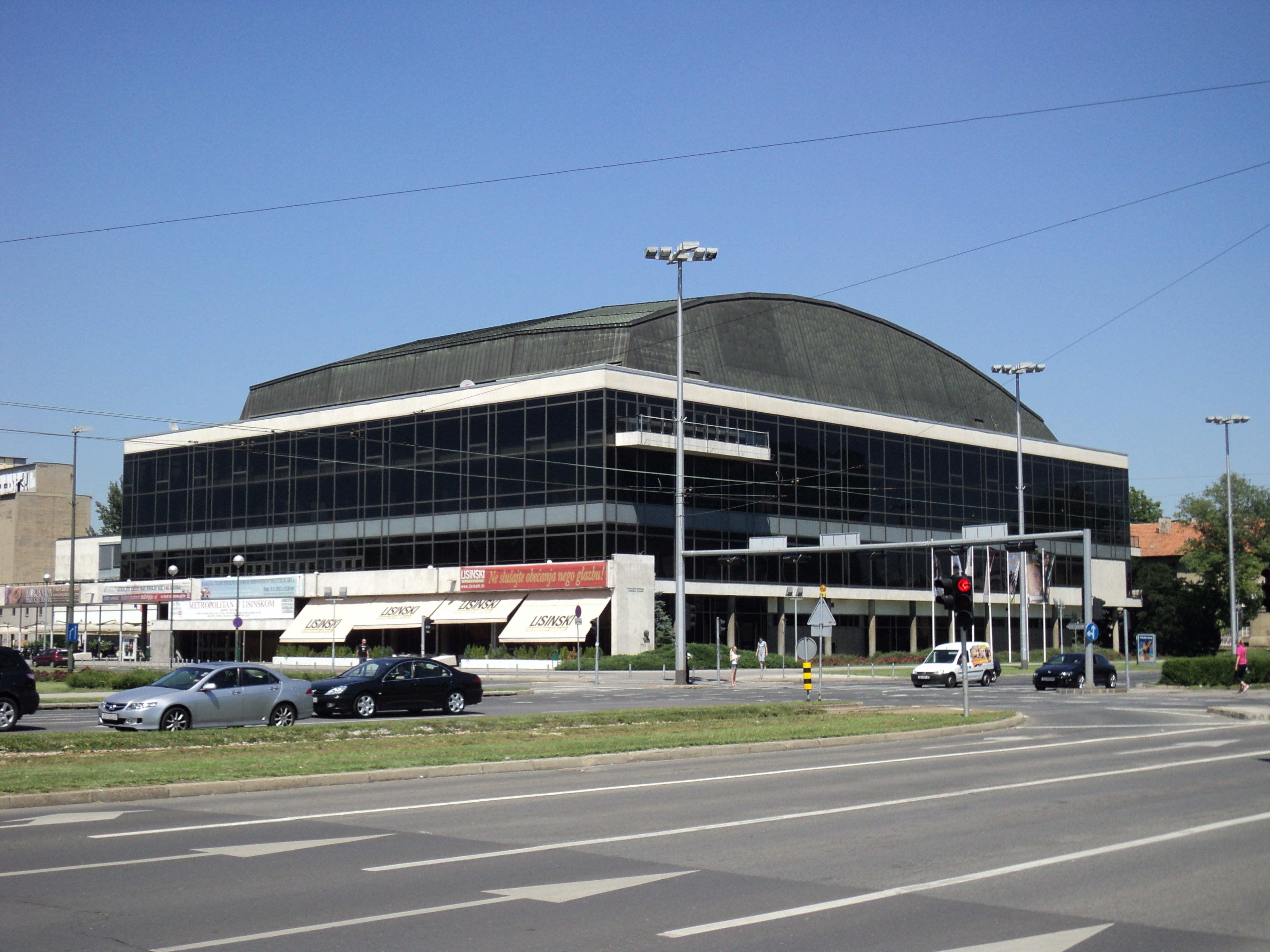
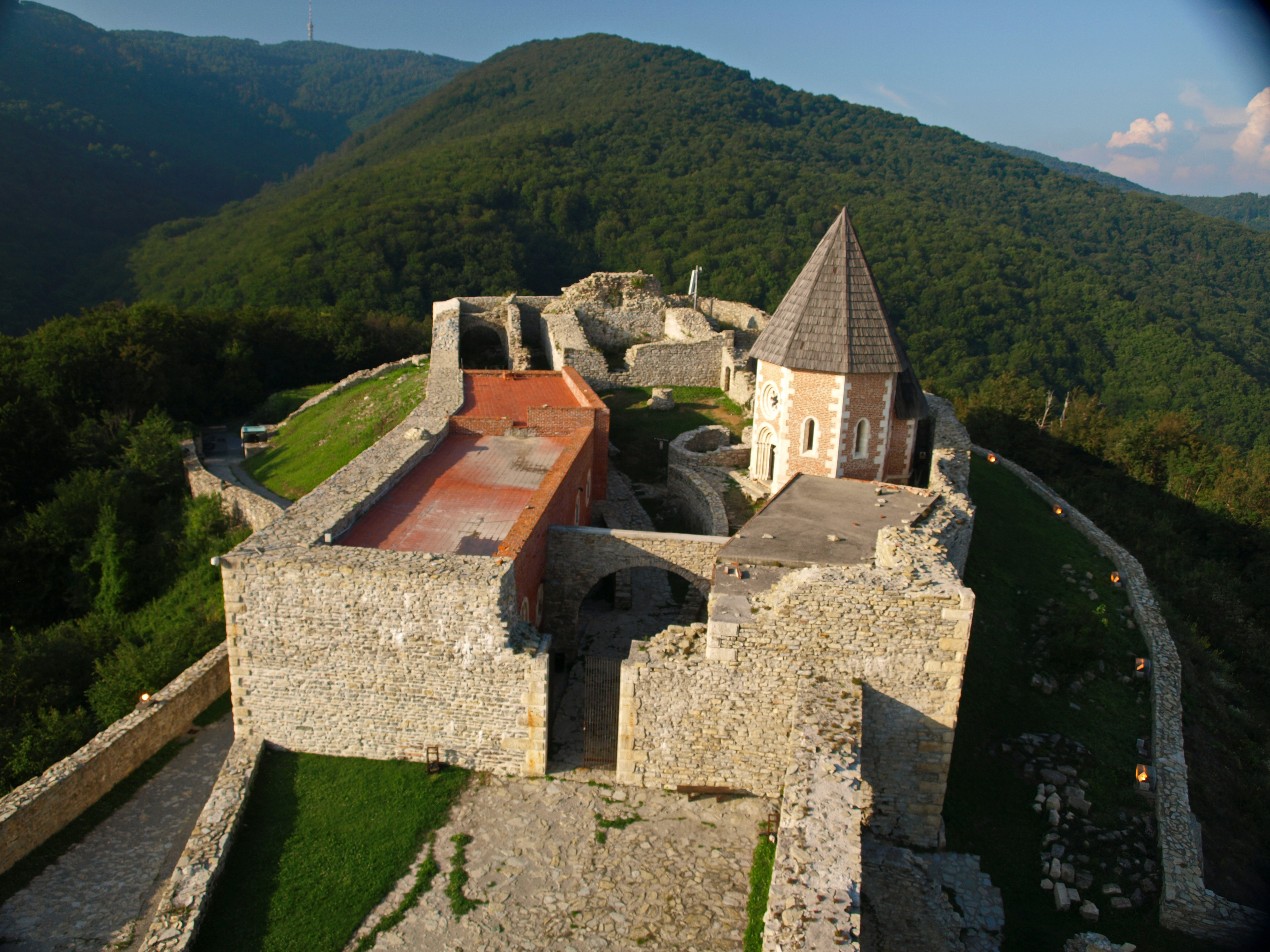
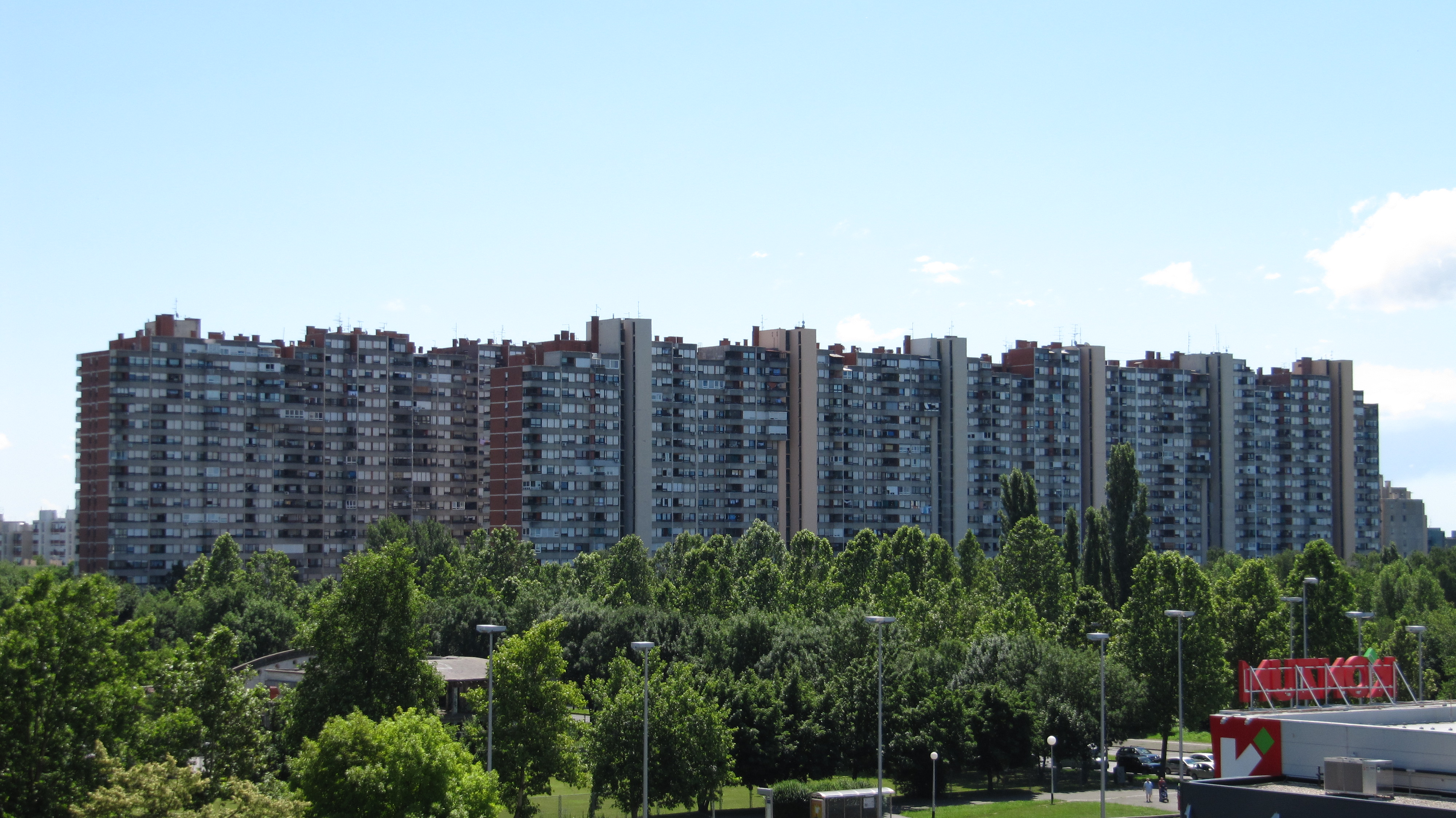
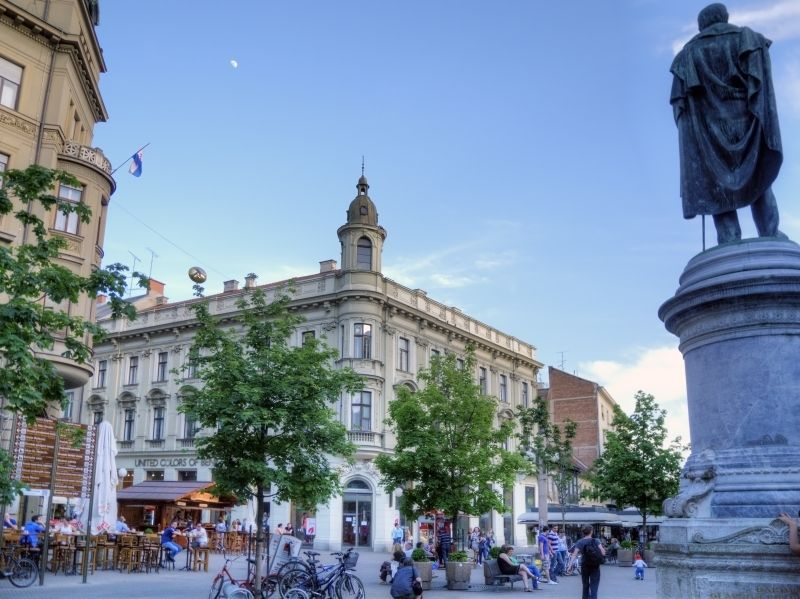
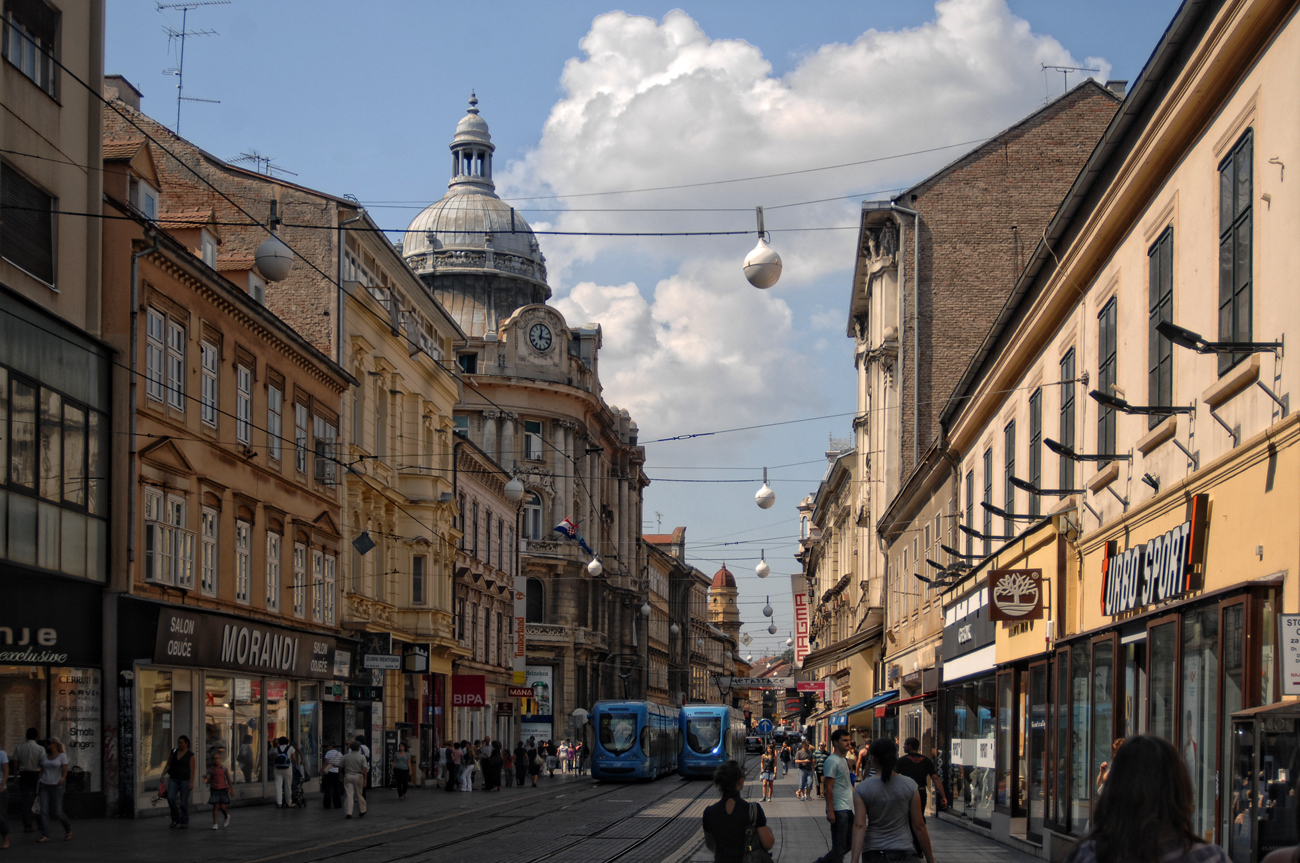
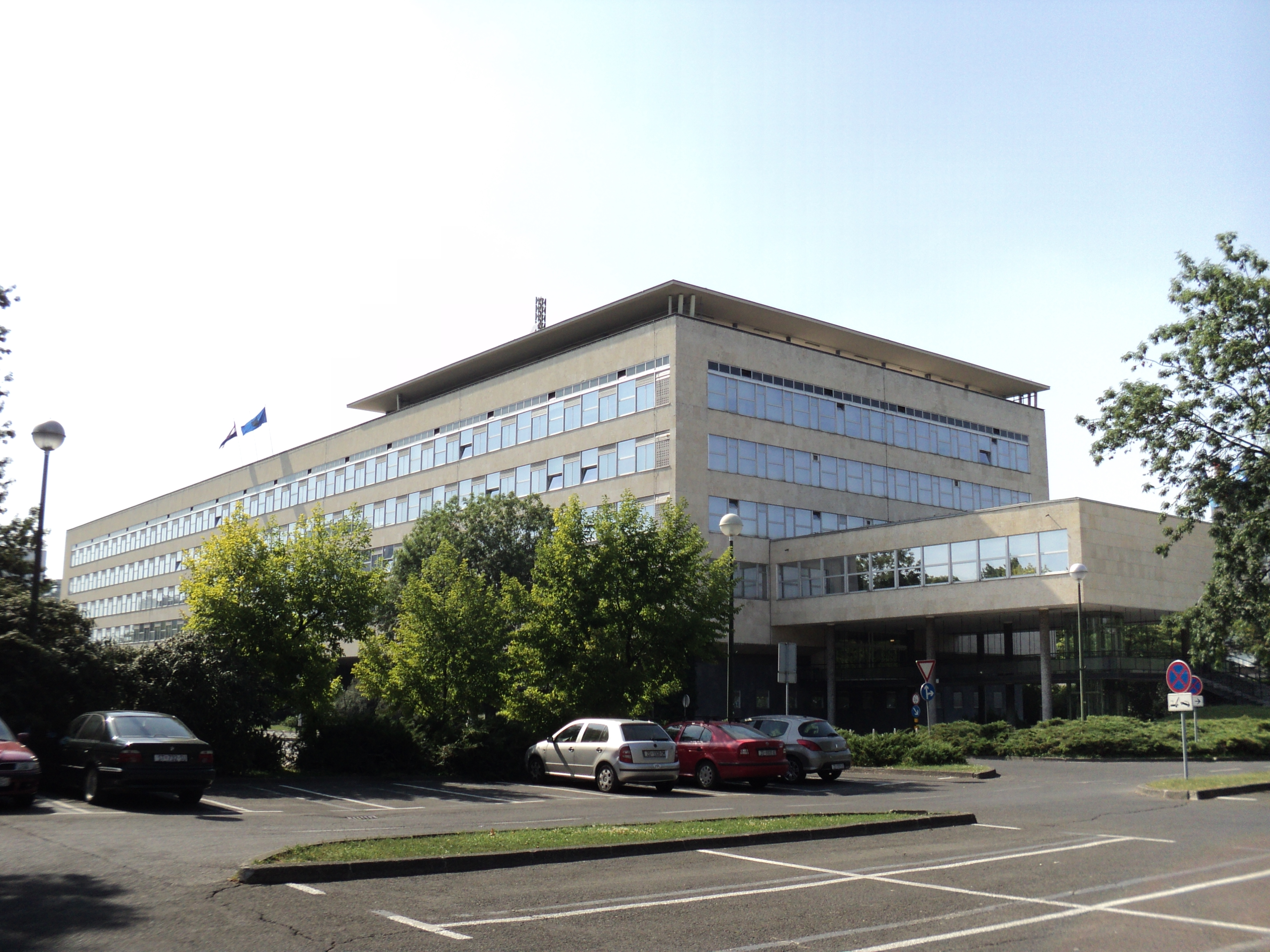
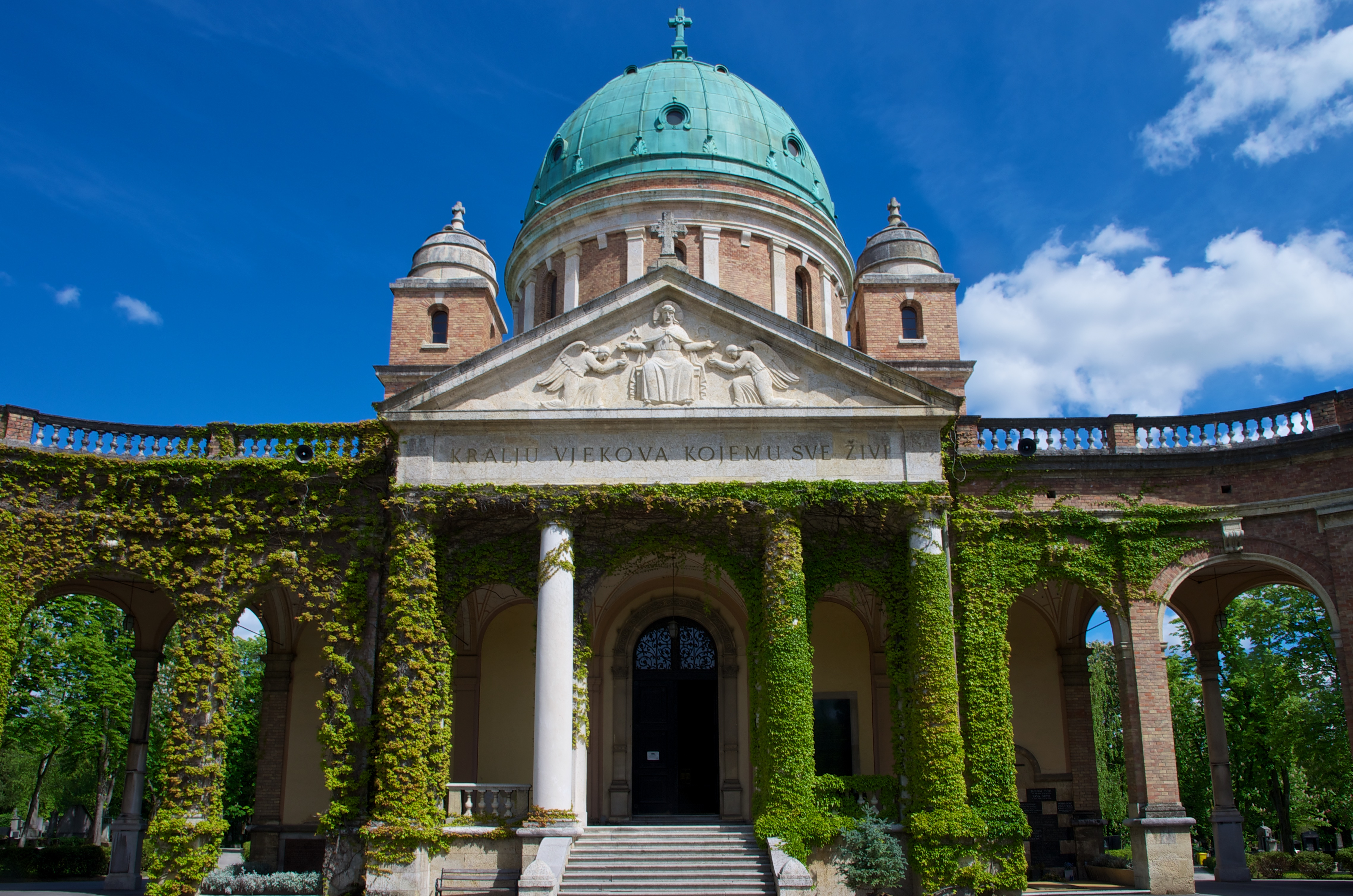
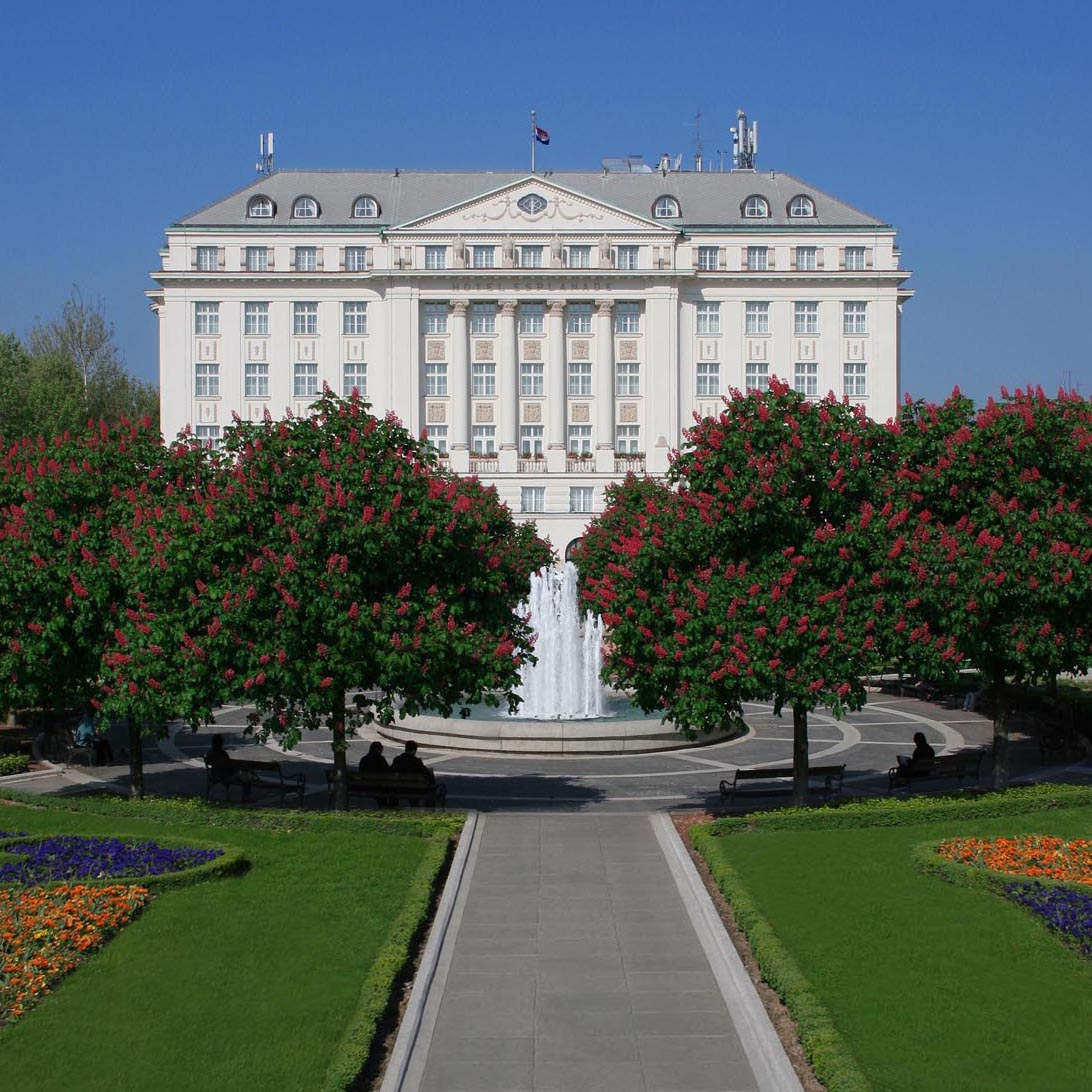
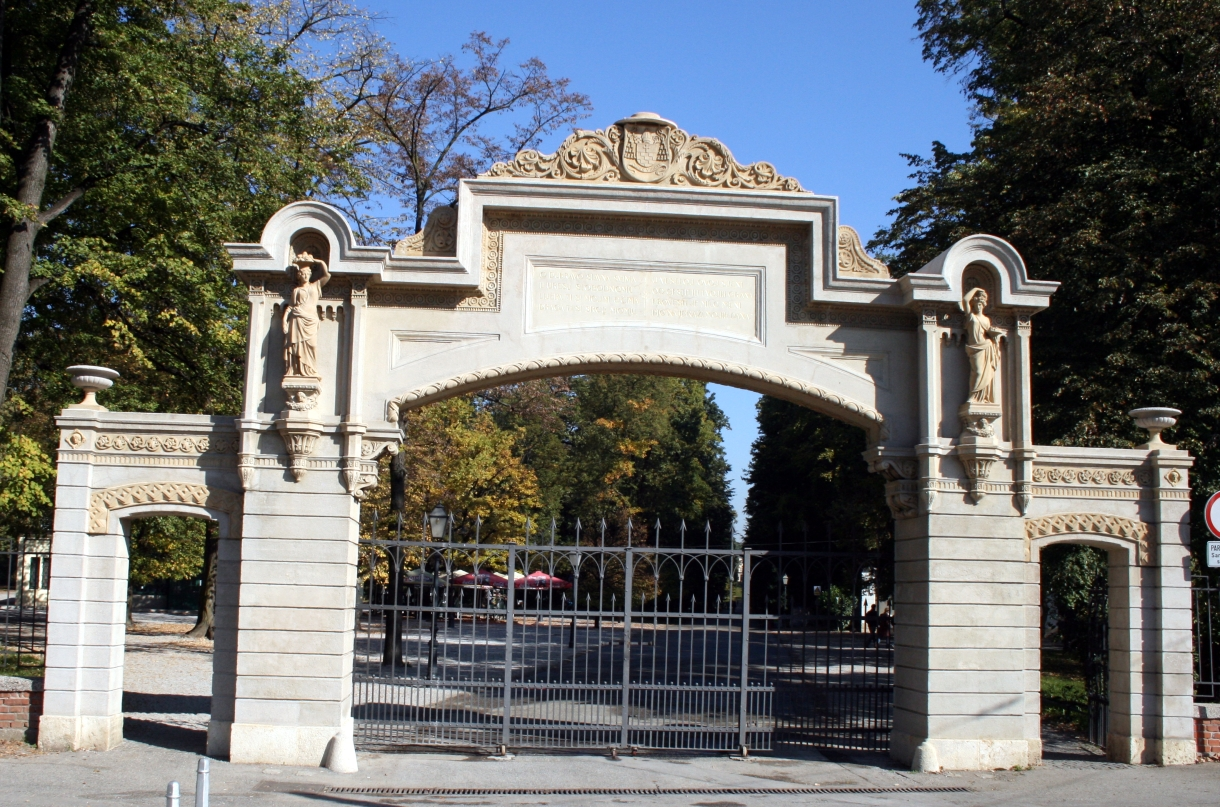
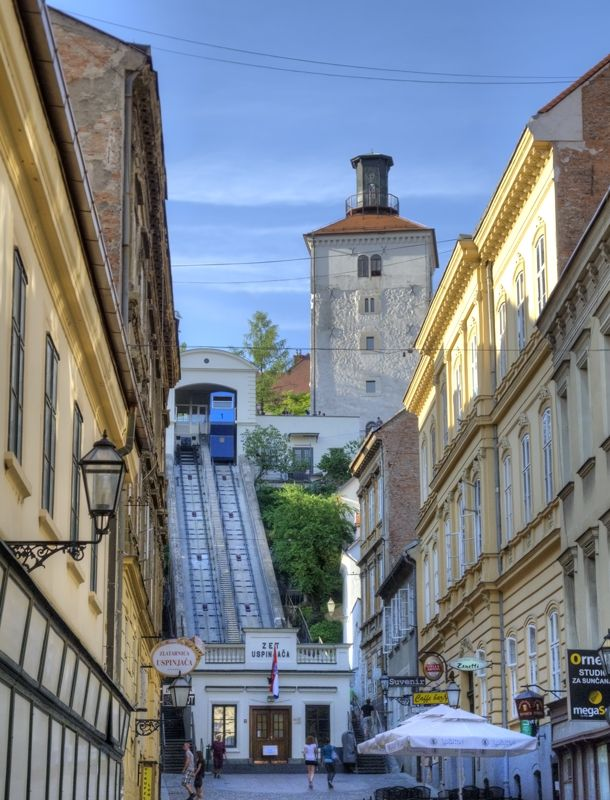
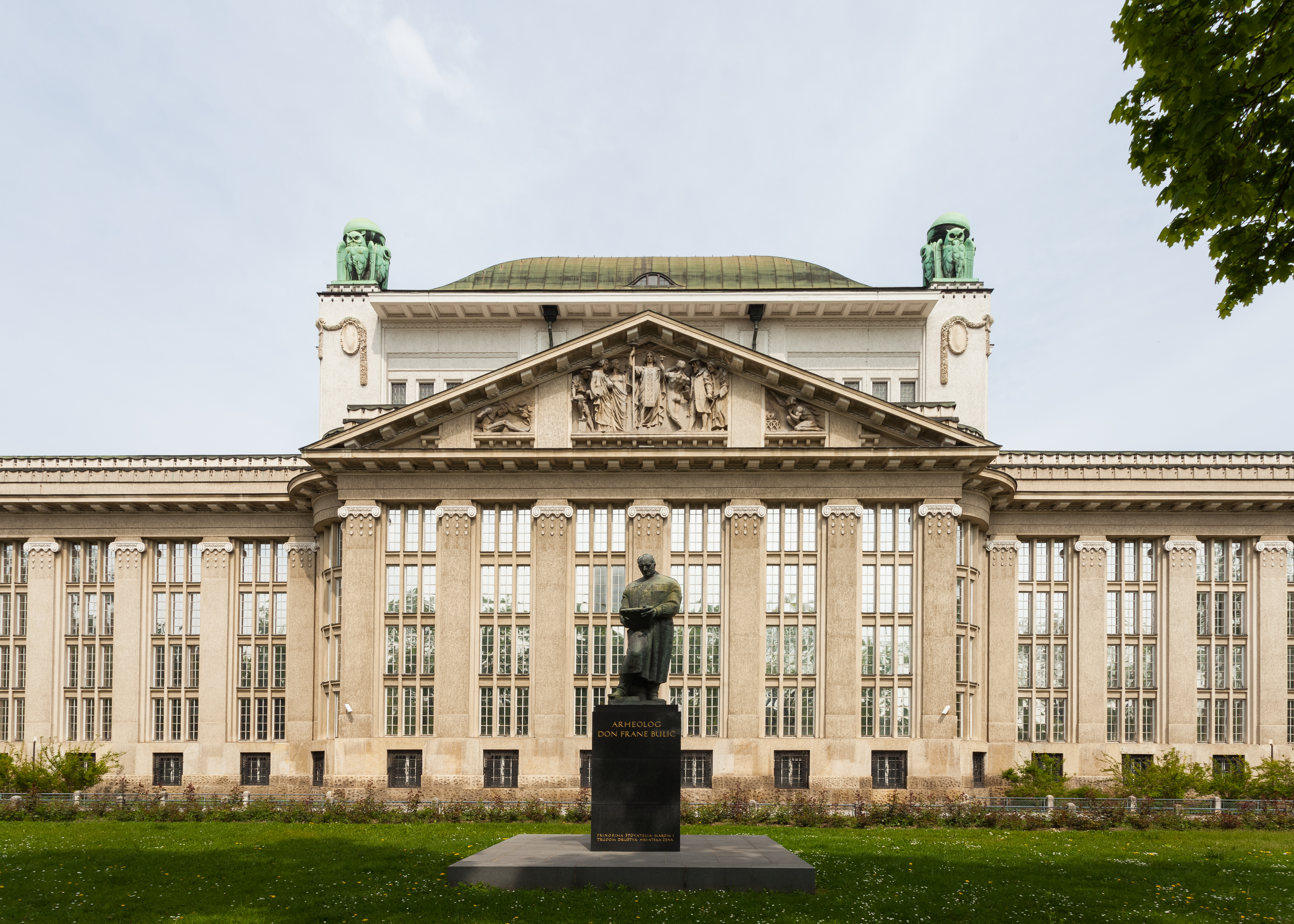
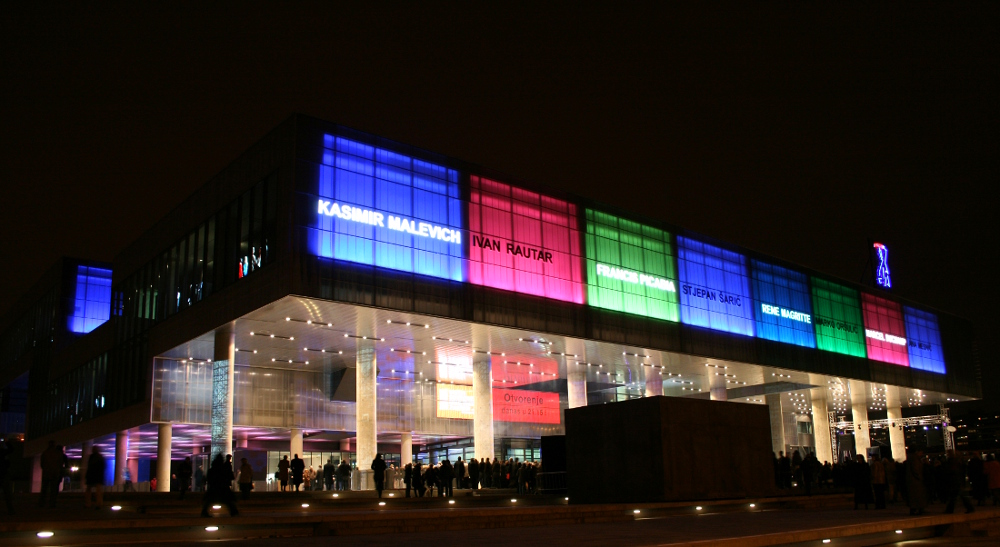
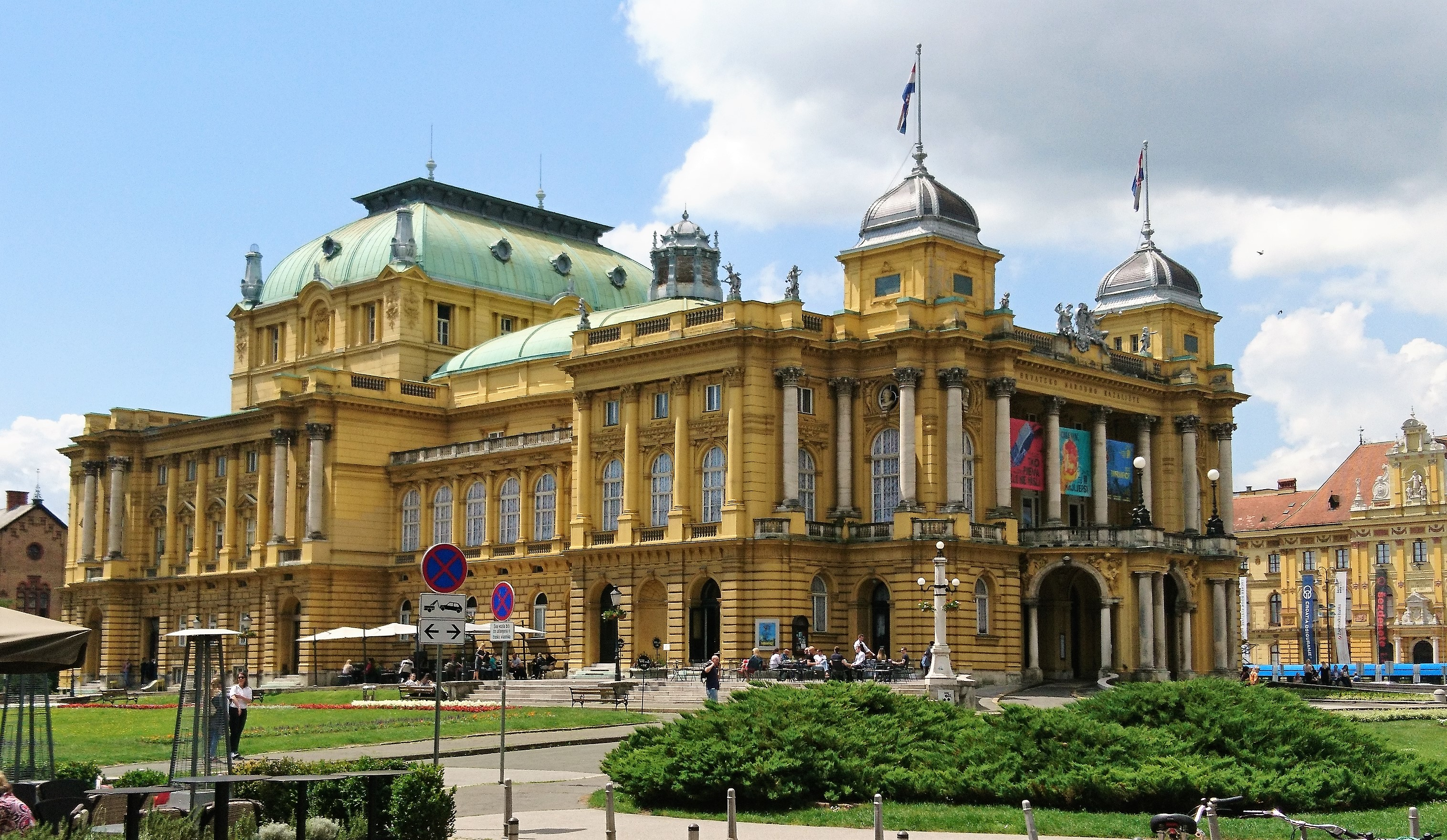
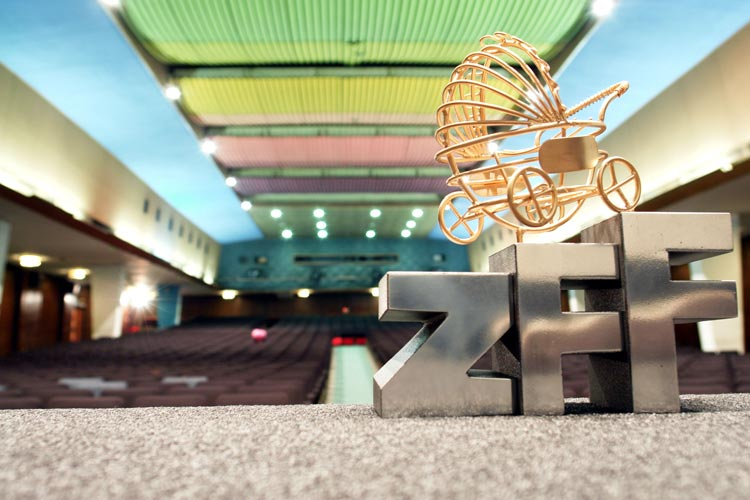
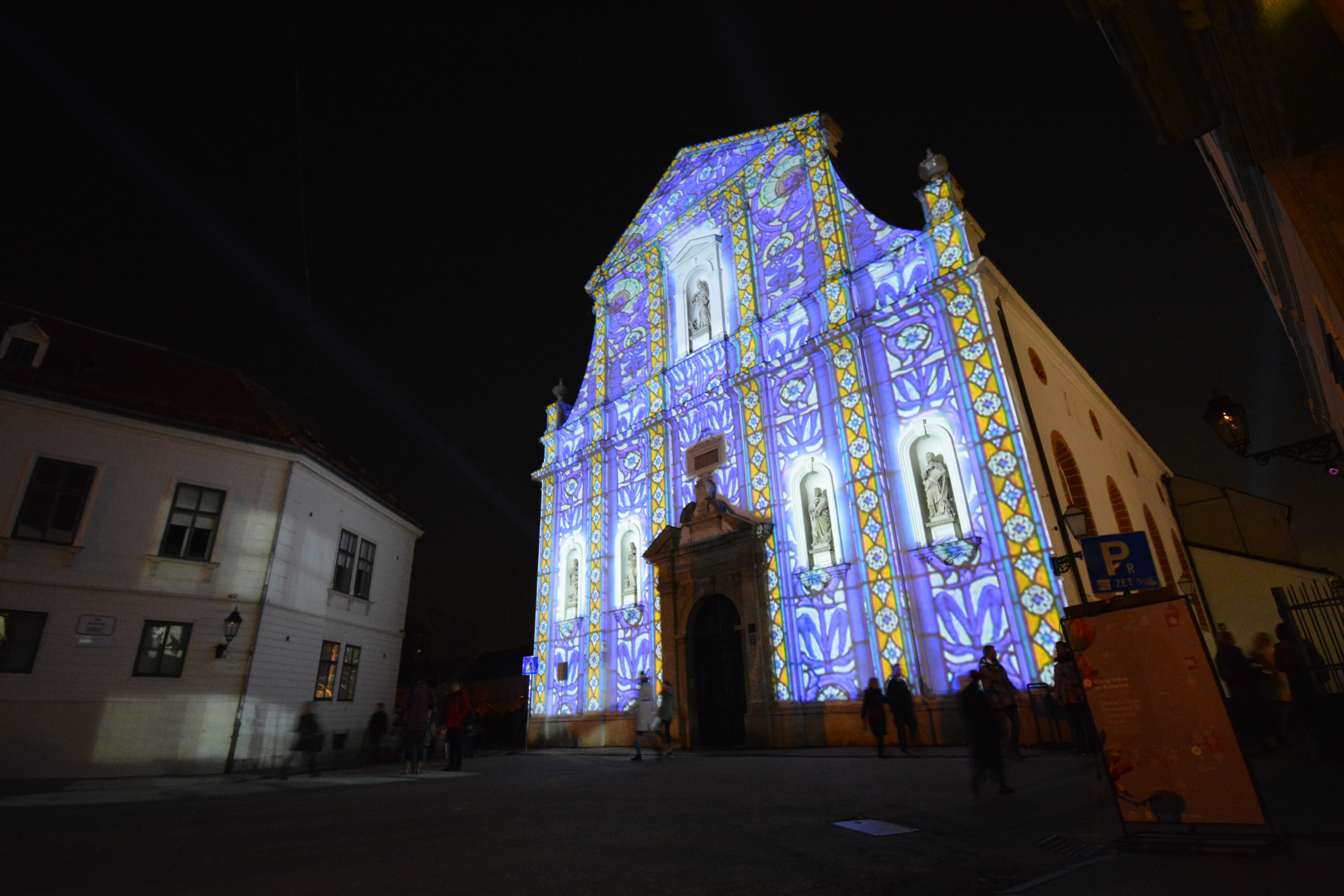
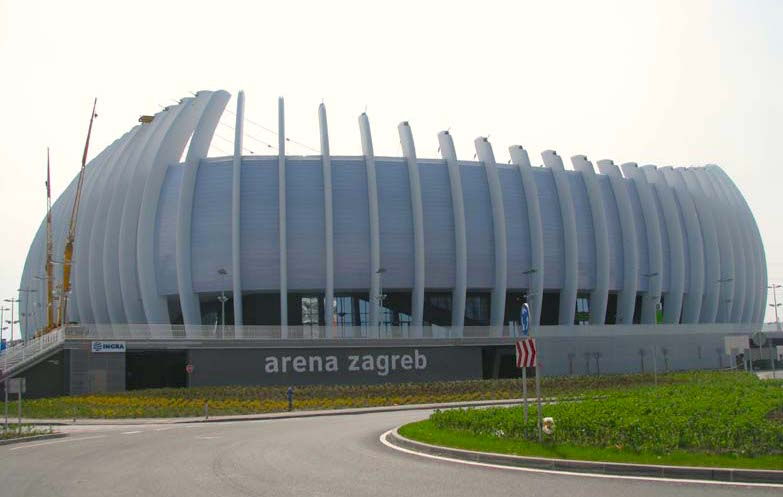
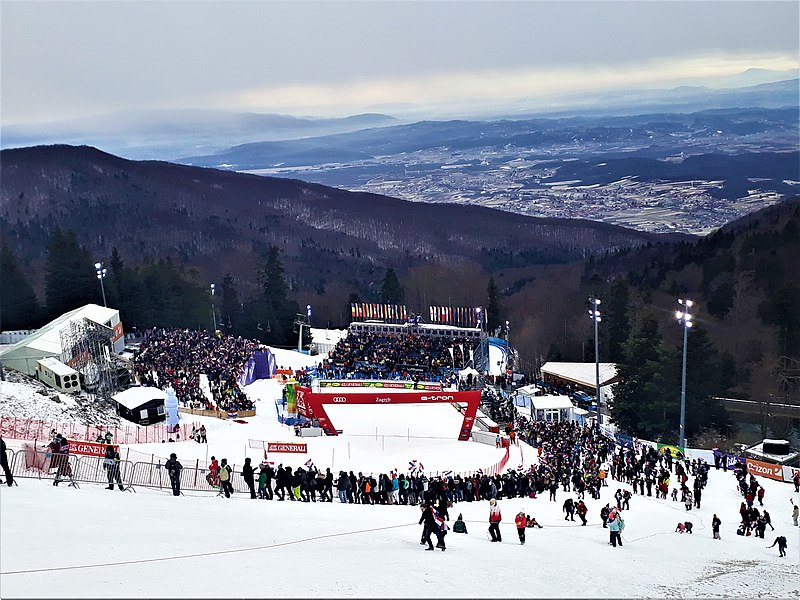
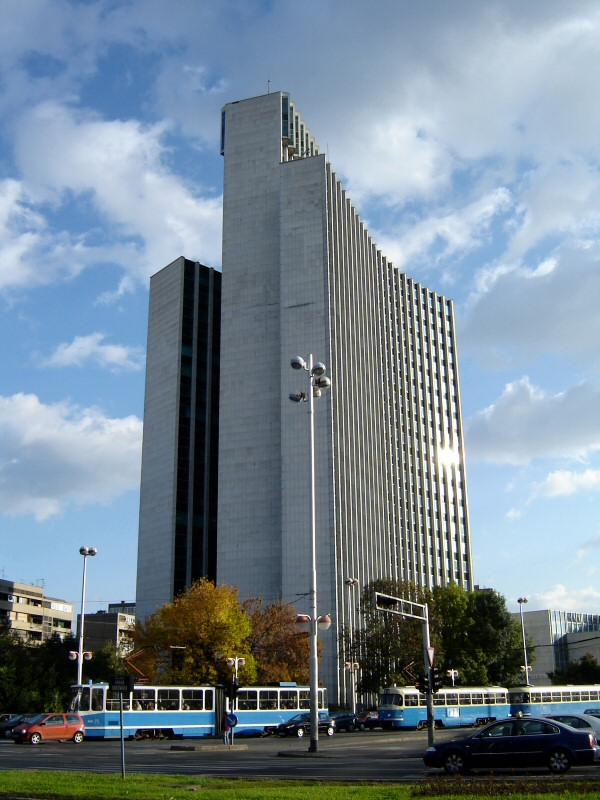
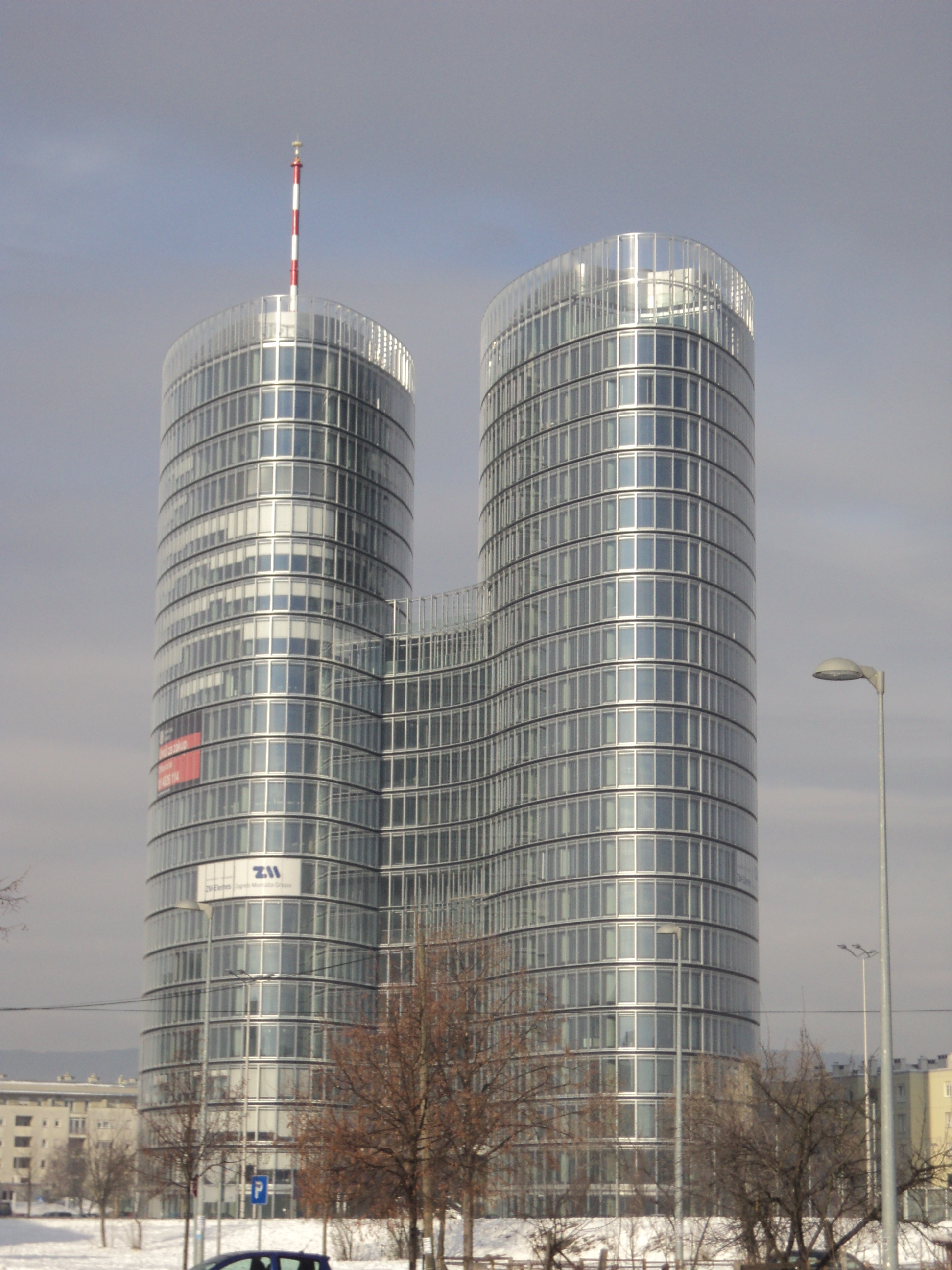
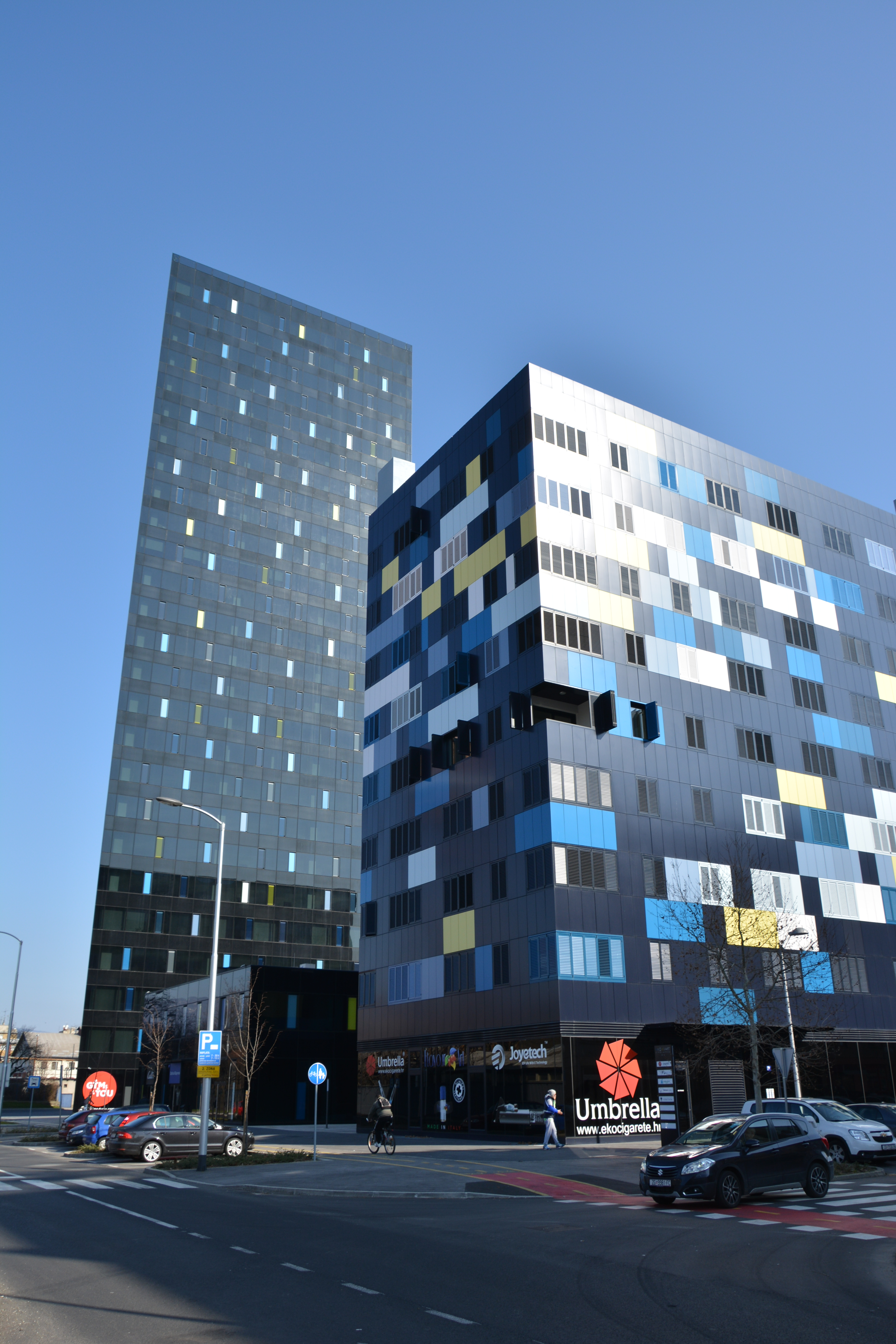
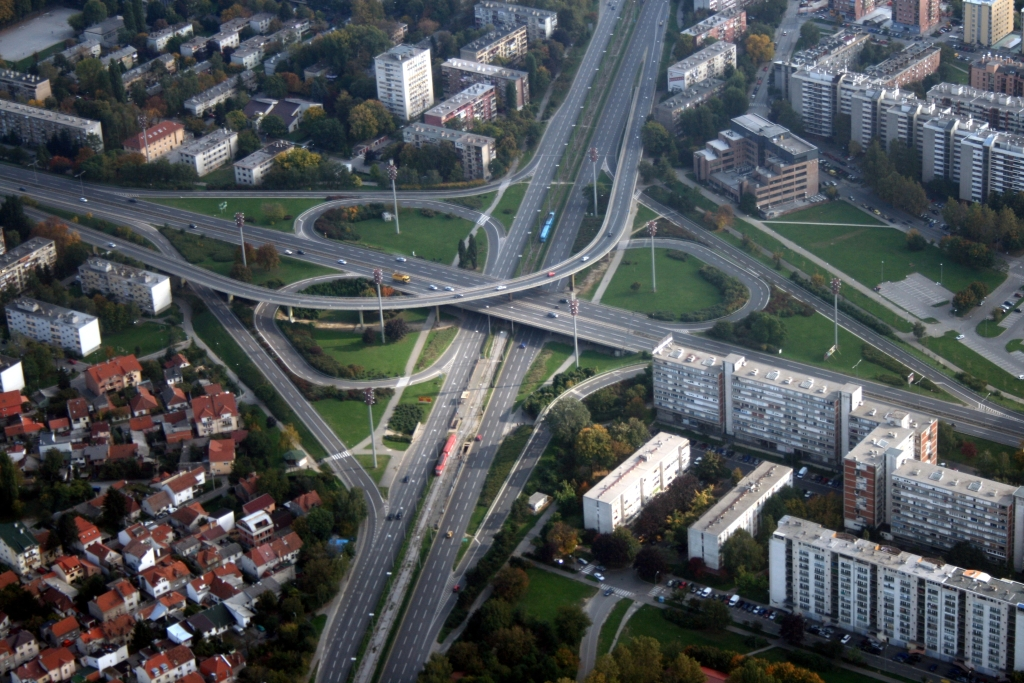
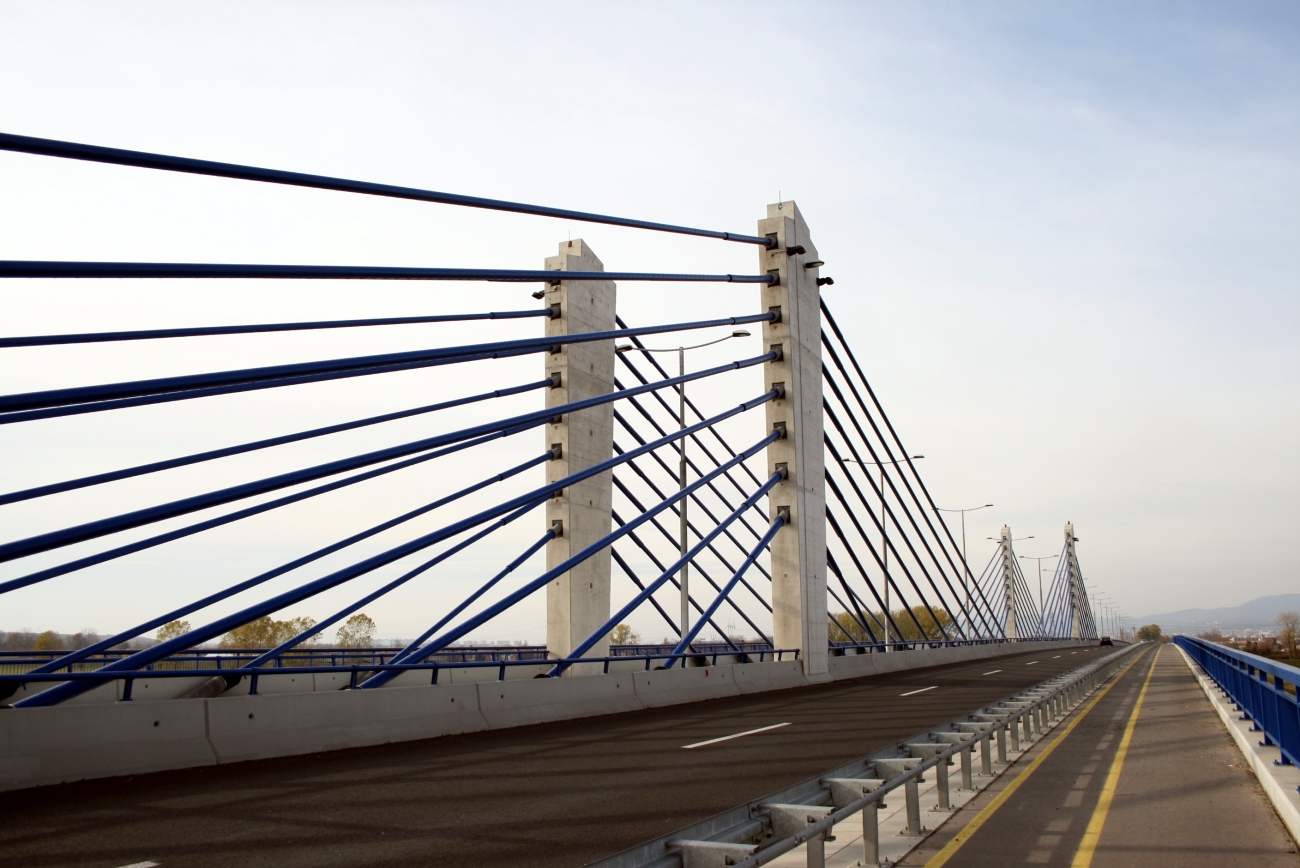
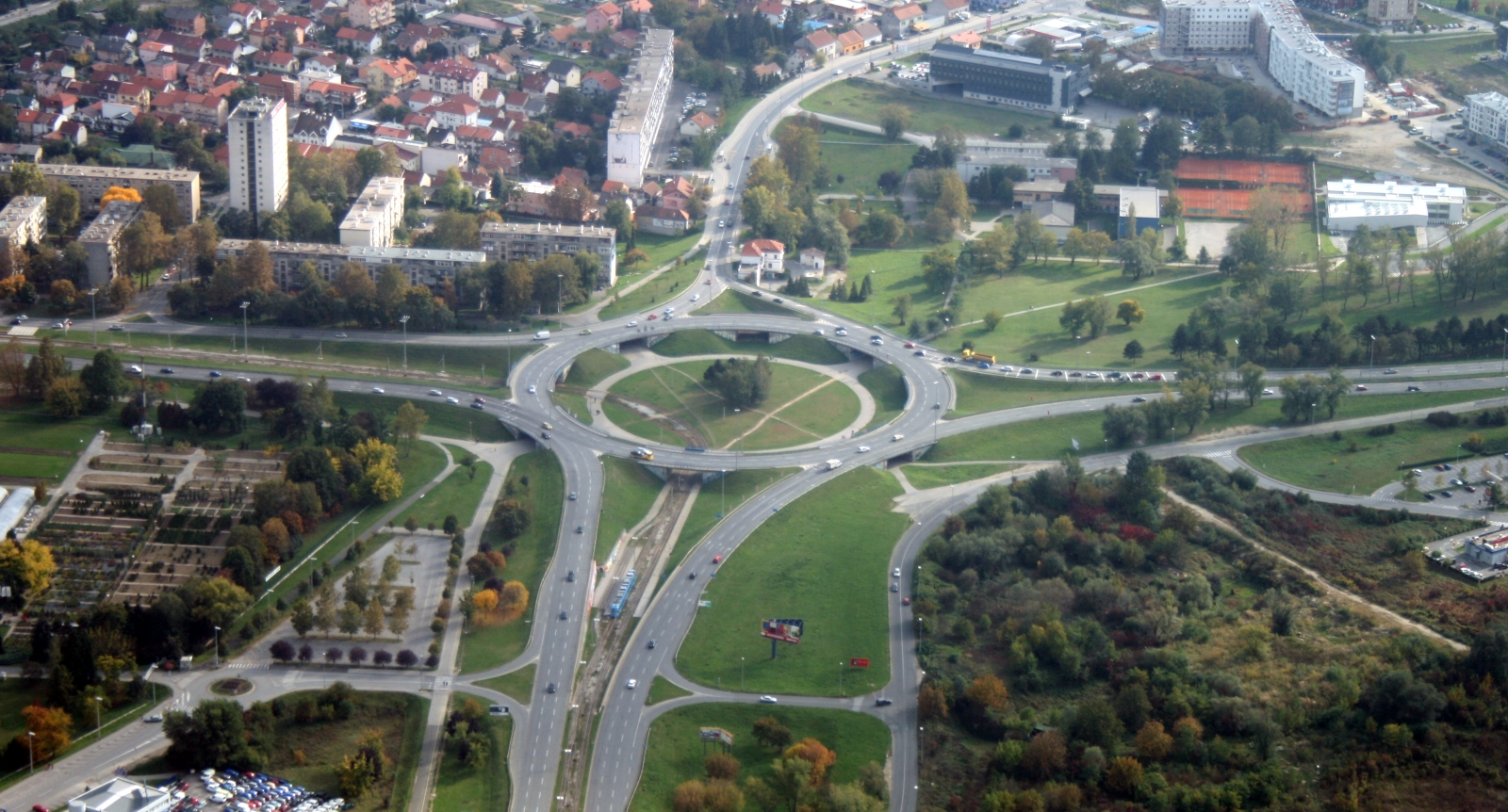
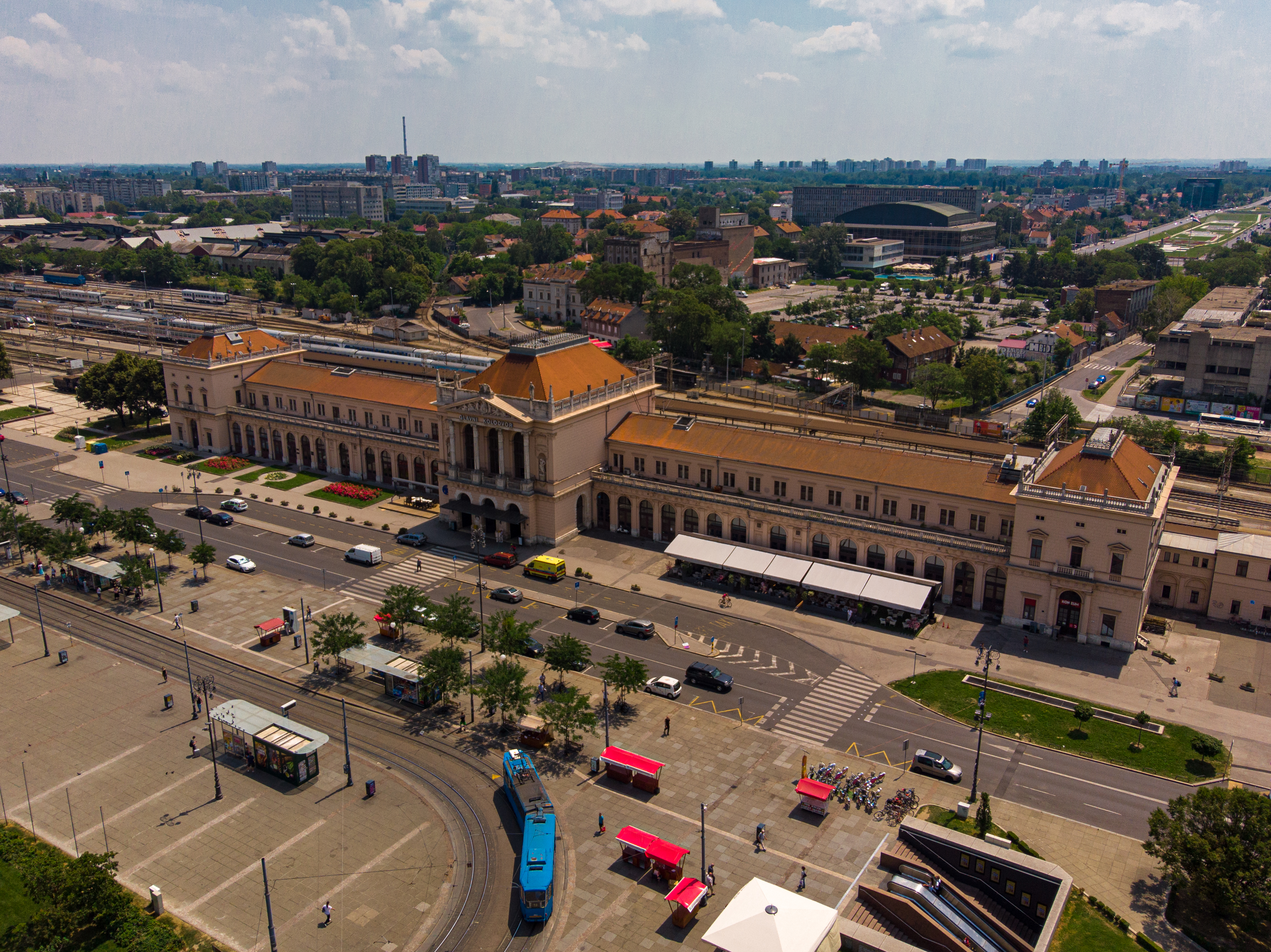
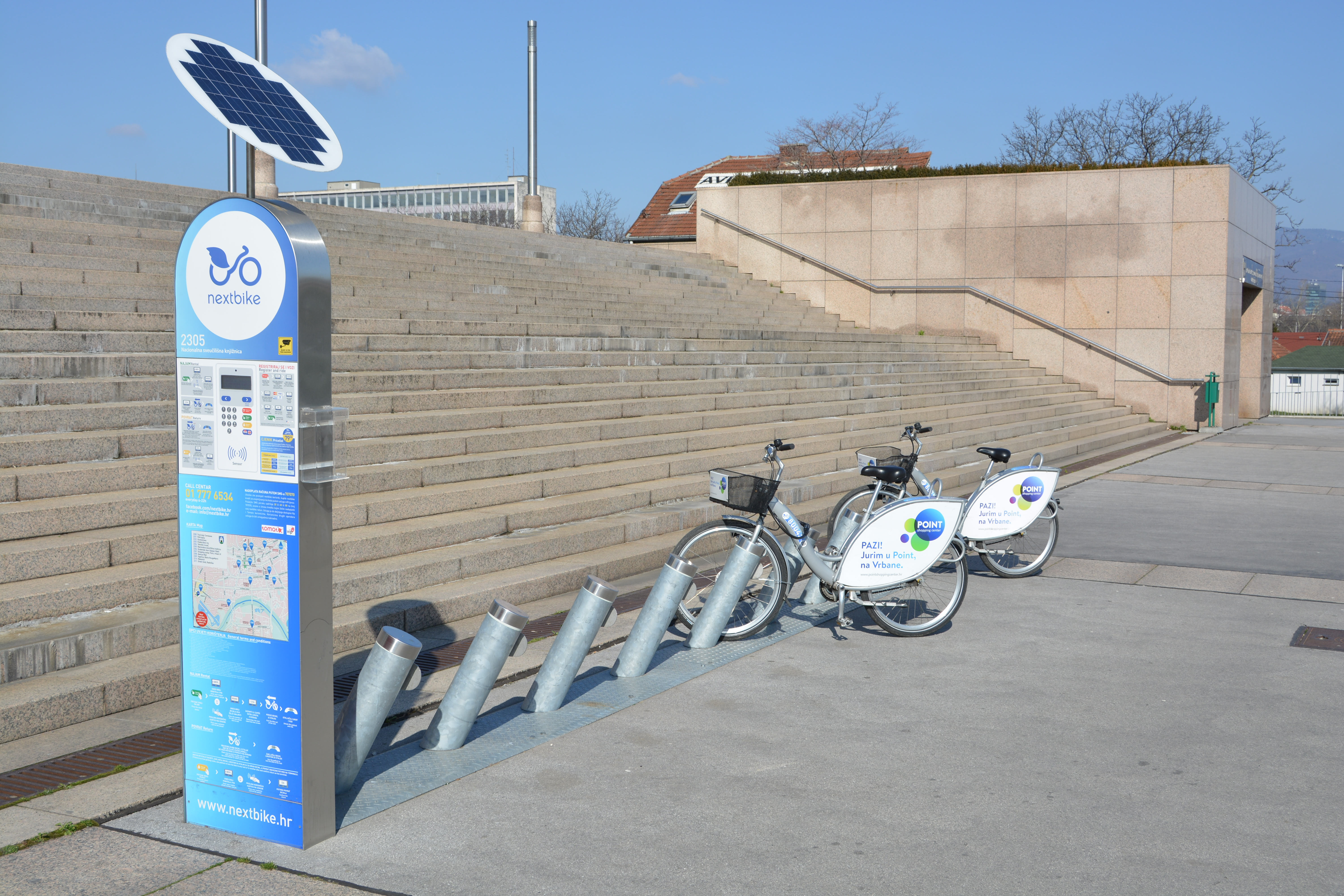
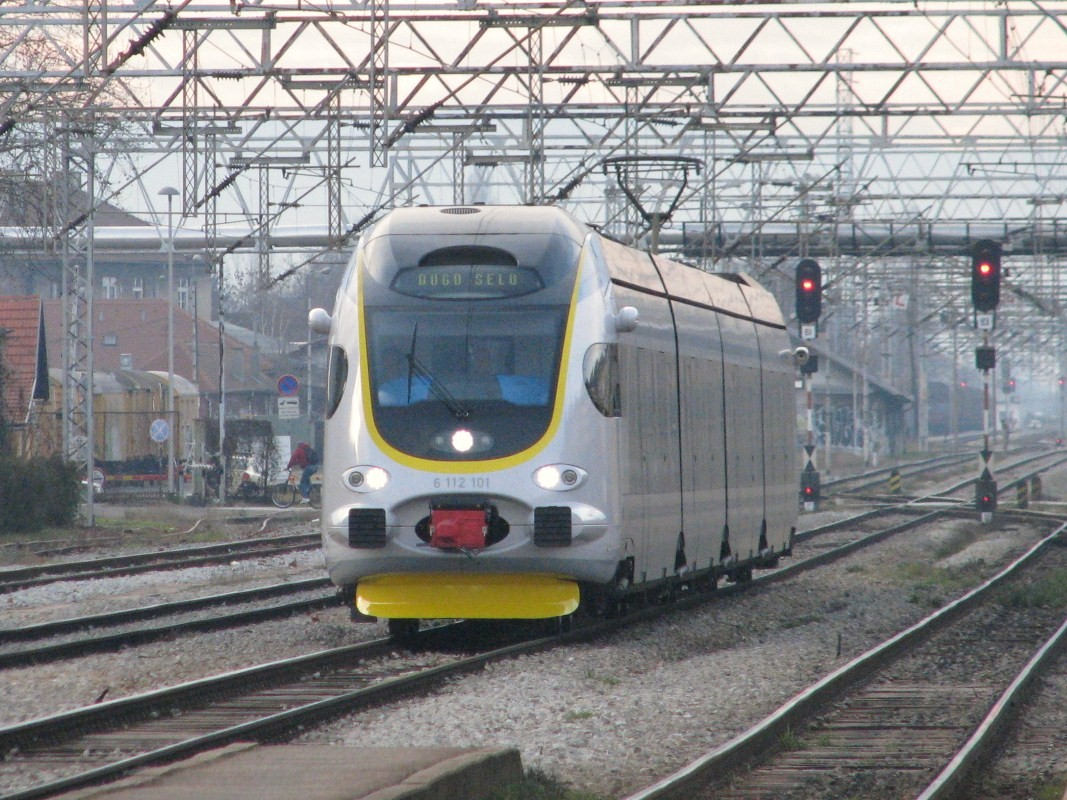